# Margaret Thatcher
Margaret Hilda Thatcher, baronessa Thatcher, nata Roberts (Grantham, 13 ottobre 1925 – Westminster, 8 aprile 2013), è stata una politica britannica.
Fu Primo ministro del Regno Unito dal 4 maggio 1979 al 28 novembre 1990, diventando la prima donna ad aver ricoperto tale incarico; fu anche il primo ministro del Regno Unito rimasto in carica per più tempo in assoluto nel XX secolo. Dal 1975 al 1990 fu inoltre leader del Partito conservatore britannico. Nel 1992 venne insignita del titolo nobiliare di Baronessa di Kesteven nella contea del Lincolnshire. Al suo nome è legata la corrente politico-economica denominata thatcherismo, che fonde il conservatorismo con le idee neoliberiste e monetariste di Milton Friedman, e il periodo degli anni ottanta nel Regno Unito è detto era thatcheriana. Era conosciuta anche con il soprannome di Lady di ferro, in inglese The Iron Lady, per il carattere deciso.
Prima di diventare avvocato, era una ricercatrice chimica. Nel 1959 fu eletta al Parlamento in rappresentanza del sobborgo londinese di Finchley. Edward Heath nel 1970 la nominò Segretario di Stato per l'istruzione e la scienza. Nel 1975 Thatcher, sconfitto Heath nelle elezioni della leadership del partito conservatore, divenne leader dell'opposizione e prima donna a guidare un grande partito politico nel Regno Unito. Divenne premier vincendo le elezioni generali del 1979.
Giunta al 10 Downing Street, mise in atto una serie di iniziative politiche ed economiche destinate a ridurre l'elevata disoccupazione della Gran Bretagna, conseguenza delle crisi petrolifere degli anni '70 e causa di forte scontento popolare. Nell’ambito di politiche economiche riconducibili alla Reaganomics, la leader conservatrice attuò una decisa deregolazione del settore finanziario e del mercato del lavoro (reso sempre più flessibile), privatizzò le aziende statali e ridusse l'influenza dei sindacati.
La popolarità di Thatcher nei primi anni di mandato fu alquanto variabile, abbassandosi a causa della persistente recessione e del conseguente alto tasso di disoccupazione, ma impennandosi grazie alla vittoria nella guerra delle Falkland (1982) e alla ripresa dell'economia, che la condussero a una netta rielezione nel 1983. Nel 1984 scampò a un attentato dell'IRA.
Nel 1987 venne rieletta per un terzo mandato. Durante questo periodo venne approvata la poll tax (tassa fissa comunale), ampiamente impopolare, mentre nel suo governo le sue opinioni sulla Comunità europea non vennero condivise da altri. Si dimise da primo ministro e leader del partito nel novembre 1990, dopo che Michael Heseltine aveva lanciato una sfida alla sua leadership che la mise in minoranza nel partito. Dopo avere lasciato la Camera dei Comuni nel 1992, fu insignita del titolo di Pari a vita come Baronessa Thatcher di Kesteven nella Contea di Lincolnshire, con diritto a sedere nella Camera dei lord. Dopo una serie di piccoli malori, nel 2002 le fu consigliato di rinunciare a parlare in pubblico. Infatti, in questo stesso anno si ritirò totalmente dalla vita politica, pur rimanendo membro di diritto della Camera dei Lord fino alla sua morte. Inoltre, nonostante i problemi di salute, riuscì a pre-registrare un elogio a Ronald Reagan per il suo funerale nel 2004. Nel 2013, come effetto collaterale della malattia di Alzheimer, morì a Londra a causa di un ictus all'età di 87 anni.
Figura controversa, lodata da alcuni come uno dei più grandi e più influenti politici della storia britannica e avversata da altri per l’incapacità di dialogo, la filosofia politico-economica improntata al neoliberismo, la mancanza di sensibilità sociale e di empatia per le fasce più deboli, Thatcher è considerata la figura politica più influente della storia britannica dai tempi di Winston Churchill. È anche ritenuta, insieme a Ronald Reagan, l'esponente più importante della politica conservatrice degli anni ottanta.

## Biografia
(Thatcher sull'efficacia della sua personalità politica in un'intervista per il Times)

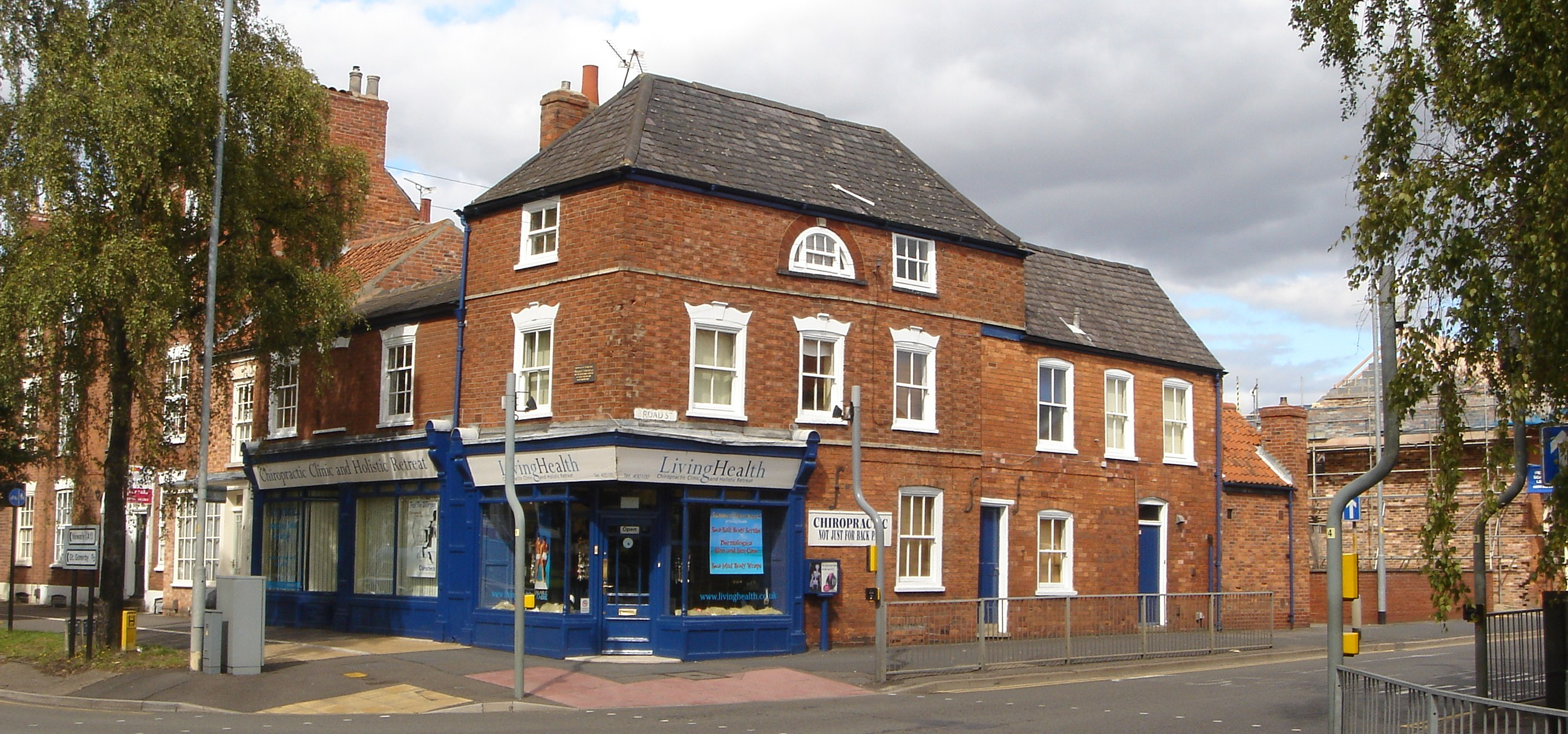
Casa natale di Margaret Thatcher a Grantham

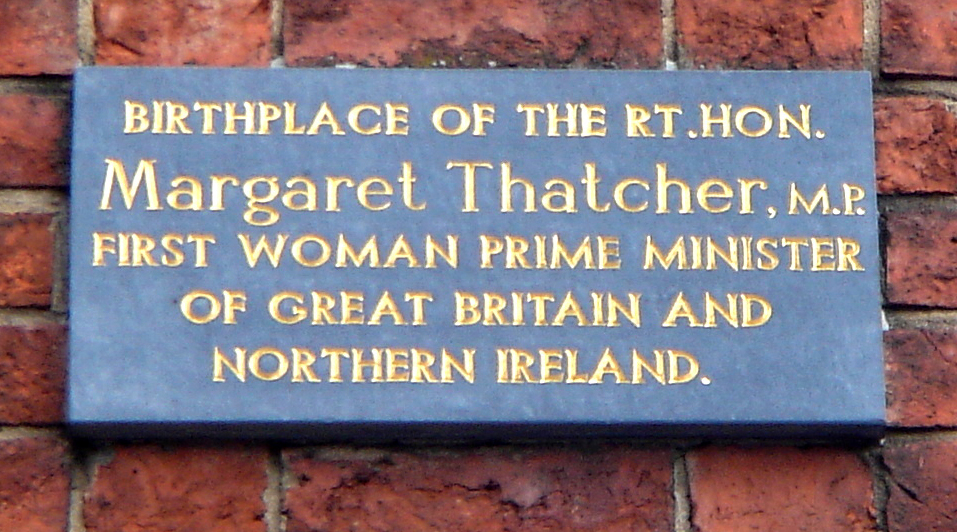
Targa commemorativa che adorna la casa natale di Margaret Thatcher

Margaret Hilda Roberts nacque il 13 ottobre 1925 a Grantham, nel Lincolnshire, in una famiglia di solidi principi religiosi e di fede protestante metodista; suo padre era droghiere e impegnato nell'attività politica e religiosa locale. Si laureò in chimica presso il Somerville College dell'università di Oxford; fin dall'università si occupò di politica, diventando presidente di un'associazione studentesca conservatrice. Dopo la laurea si impiegò come ricercatrice chimica presso la BX Plastics, un'industria di ingegneria per materiali plastici; in seguito, visto la passione verso la politica, conseguì anche una laurea in giurisprudenza.
Anche in questo periodo non venne meno il suo impegno politico. Per seguire i suoi impegni politici, si trasferì a Dartford, nel Kent, dove lavorò presso una famosa industria conserviera del Regno Unito. A Dartford partecipò alle elezioni del 1950 e 1951 senza riuscire a sconfiggere il candidato del Partito Laburista, ma conquistando comunque molti consensi che ridussero il grande vantaggio che il Partito Labour deteneva in città. Proprio nel Partito Conservatore del Kent conobbe Denis Thatcher, che sposò nel 1951, acquisendo il cognome di lui, che avrebbe portato per tutto il resto della sua vita, e convertendosi all'anglicanesimo.
Nel 1953 alla coppia nacquero due figli gemelli, un maschio Mark Thatcher e una femmina Carol Thatcher. Nello stesso anno completò ulteriori studi e divenne avvocato fiscalista di professione. Nel 1982 intervenne nelle ricerche per ritrovare suo figlio, smarritosi nel deserto del Sahara durante il rally Parigi-Dakar. Nel 2004 il figlio, che viveva in Sudafrica, fu arrestato per il suo coinvolgimento in un tentativo di colpo di Stato in Guinea Equatoriale e questo turbò non poco l'equilibrio familiare dell'ex primo ministro britannico.
Da tempo affetta dal morbo di Alzheimer, è morta l'8 aprile del 2013 all'età di 87 anni a causa di un ictus nella sua suite presso l'Hotel Ritz nel centro di Londra.

## Carriera politica
Nel 1950 e nel 1951 si candidò per il Partito Conservatore nel collegio di Dartford; pur risultando sconfitta, ottenne un ottimo risultato elettorale, aumentando notevolmente i voti per il suo partito. Non si candidò alle successive elezioni del 1955.

### Alla Camera dei Comuni dal 1959 al 1970
Alle elezioni del 1959 fu eletta alla Camera dei Comuni nel collegio londinese di Finchley. Nel 1961 divenne Segretario parlamentare al Ministero delle Pensioni, carica che mantenne fino al 1964, quando i conservatori persero le elezioni; in seguito ottenne alcune cariche all'interno del partito. Da parlamentare fu una dei pochi conservatori a votare a favore della depenalizzazione dell'omosessualità maschile e dell'aborto; votò inoltre per il mantenimento della pena di morte durante le votazioni che l'avrebbero abolita e attaccò il Governo laburista di Harold Wilson per le sue politiche fiscali; dal 1967 divenne ministro del governo ombra (Shadow Cabinet), occupandosi di Trasporti e poi di Istruzione.
Nelle elezioni generali del 1970, fu rieletta nel suo collegio elettorale con una maggioranza di oltre 11 000 voti, mentre i conservatori prevalsero a livello nazionale.

### Segretario di Stato per l'istruzione e la scienza (1970-1974)
Dopo la vittoria dei conservatori nel 1970, che portò Edward Heath alla carica di Primo ministro, Margaret Thatcher fu nominata Segretario di Stato per l'istruzione e la scienza da Heath il 20 giugno 1970. La sua politica è segnata dal desiderio di proteggere le "scuole di grammatica" (selettive e specialistiche), contro le "scuole comprensive" (generaliste), politica che non riesce a realizzare, soprattutto a causa della riluttanza dei primo ministro, e dell'opinione pubblica, così schiacciante a favore delle scuole globali. Difende anche il sistema di formazione a distanza dell'Open University che il Cancelliere dello Scacchiere, Anthony Barber voleva eliminare per motivi economici.
Nel 1971 ha affrontato il taglio delle spese nel suo ministero, decidendo di annullare la distribuzione di latte gratis per i bambini da sette agli undici anni, proseguendo nella politica del partito laburista, che l'aveva già abolito per le classi secondarie, ottenendo in cambio l'aumento dei finanziamenti per l'istruzione. Questa decisione ha suscitato un'ondata di proteste e le valse il nomignolo "Margaret Thatcher, Milk Snatcher" (Thatcher, la ruba latte). Tuttavia, si oppose ad aumentare le tasse per l'accesso alle biblioteche. Inoltre, porta l'obbligo scolastico fino a sedici anni, e, contemporaneamente avvia un importante programma di ristrutturazione per le scuole primarie. Per quanto riguarda la ricerca, Thatcher, in questi periodi pro-europei, investe ingenti somme nel CERN.
Dopo l'inversione di marcia del primo ministro Edward Heath, che cambia radicalmente la sua visione, rinuncia a praticare una stretta politica liberale, e questo le consente di guadagnare popolarità. In seguito alla stretta sconfitta dei conservatori nelle elezioni del febbraio 1974, in cui venne rieletta alla Camera con una maggioranza di 6 000 voti, diventa ministro dell'ambiente nel Governo ombra.

### Leader dell'opposizione (1975-1979)
Decise di candidarsi per la leadership del partito e nel febbraio 1975 divenne leader del Partito Conservatore, la prima donna a ricoprire tale carica.
Da leader dell'opposizione mantenne diversi uomini di Heath nel suo Shadow Cabinet ma criticò la proposta del predecessore di dare maggiore autonomia alla Scozia cercando di convertire il partito alle sue visioni di politica monetaria (Supply-side economics). Nel 1976 tenne un famoso discorso in cui attaccava duramente l'Unione Sovietica; un giornale russo ribatté nominandola "Железная леди" (trasl. Zheleznaya ledi), che le valse il soprannome Iron Lady ("signora di ferro"), da allora sempre associato alla sua immagine. Nel 1978 le valse molti consensi un'intervista nella quale disse che "i britannici sono davvero spaventati che questa nazione possa essere sommersa da persone con una cultura differente"; in seguito a tale affermazione i sondaggi registrarono un balzo in avanti nei consensi del Partito Conservatore.
Nel ventennio 1960-1980 il Regno Unito fu attraversato da una crisi in campo economico, sociale, politico e culturale che ebbe come apice una serie di proteste e scioperi definiti il "Winter of Discontent". 
Il governo laburista di James Callaghan si trovò in grave difficoltà a causa di scioperi, crescente disoccupazione e collasso dei servizi pubblici.

### Premierato del Regno Unito (1979-1990)
Fu l'incapacità del partito laburista guidato da Callaghan di gestire questa crisi che portò Margaret Thatcher ed i conservatori a vincere le elezioni del 3 maggio 1979. Il giorno dopo, Thatcher venne nominata primo ministro, diventando la prima donna a guidare il governo britannico ed il primo capo di governo di sesso femminile di un qualsiasi Paese europeo. Arrivando a Downing Street disse, parafrasando San Francesco d'Assisi:
La premier apparve relativamente alle prime armi in politica, in quanto dirigeva il partito conservatore da soli quattro anni, e in precedenza non aveva esperienza di una vera e propria leadership. Nonostante ciò in poco tempo mostrò a tutto il mondo la sua tenacia e le sue forti capacità di leadership. Mrs Thatcher si definiva "una donna di convinzioni", credeva che alla base della politica ci dovessero essere le idee messe in pratica nei programmi e nei progetti governativi, furono questi forti principi e convinzioni che la spronarono a non cambiare linea governativa in campo economico e sociale.

#### Il primo mandato (1979-1983)

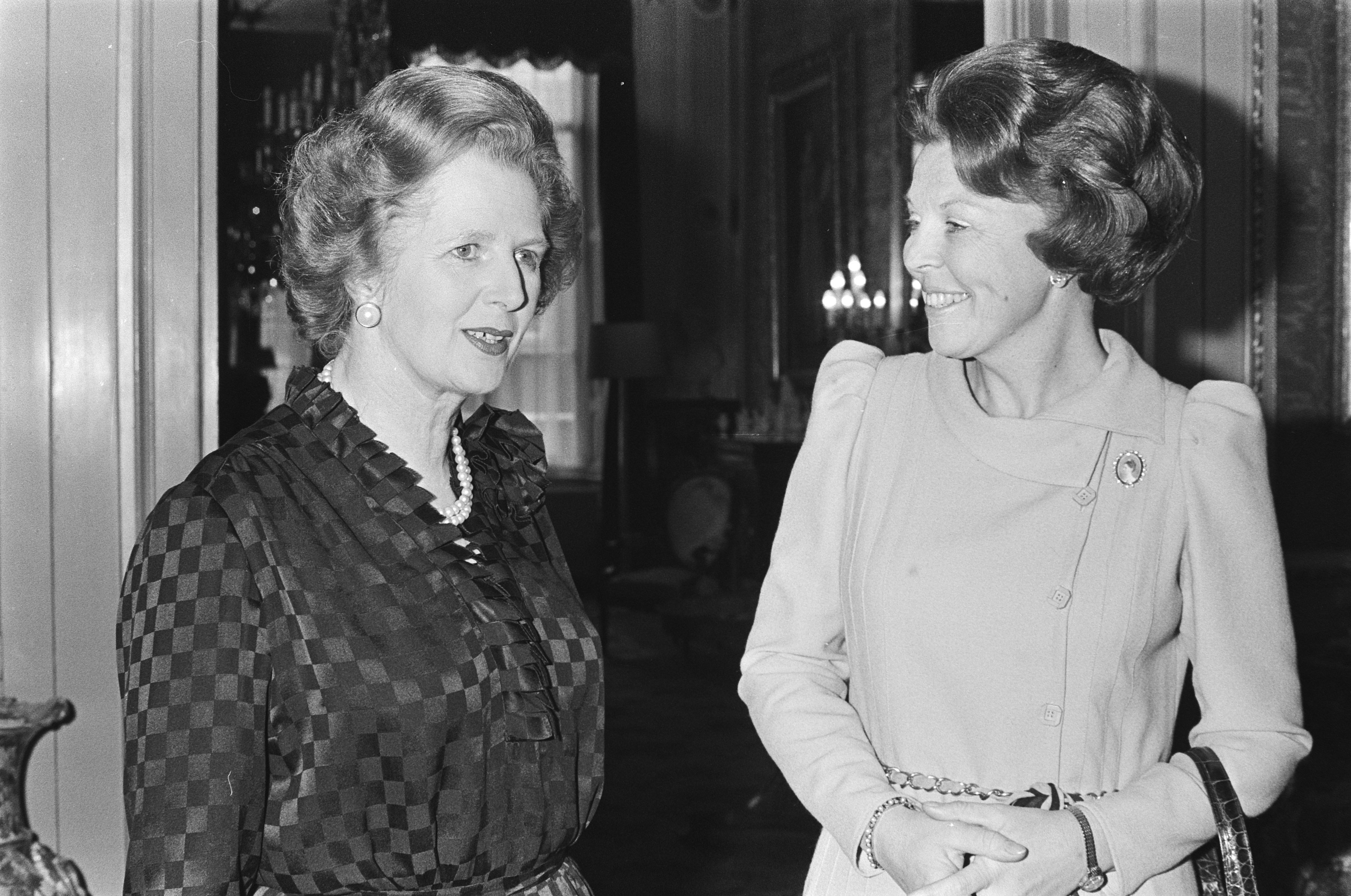
Margaret Thatcher con la regina Beatrice dei Paesi Bassi il 6 febbraio 1981

Da Primo ministro s'impegnò per fermare il declino economico che interessava il Regno Unito ormai da qualche decennio e per restituire al Paese un importante ruolo nel panorama internazionale.
Le condizioni economiche del Regno Unito nel 1979 erano disastrose: l'inflazione toccava picchi mai raggiunti, la spesa economica era alle stelle, il debito era troppo elevato e lo strapotere sindacale non permetteva le riforme necessarie. In quanto filo-monetarista, la lady Thatcher incrementò il tasso d'interesse e diminuì il circolante per ridurre l'inflazione e aumentò l'IVA di un punto percentuale, preferendo la tassazione indiretta a quella diretta; questi interventi colpirono soprattutto l'industria manifatturiera, per cui la disoccupazione finì per raddoppiare in poco più di un anno. Nel 1982 l'inflazione tornò a livelli accettabili e il tasso d'interesse fu abbassato; nonostante la crescita economica avesse tratto giovamento da questi interventi, l'industria manifatturiera ridusse i propri utili di un terzo in quattro anni e nello stesso periodo di tempo la disoccupazione aumentò di quattro volte.
La prima importante riforma economica fu l'Housing Act del 1980, cioè il diritto degli inquilini di case dello Stato di acquistare l'abitazione in cui vivono beneficiando di agevolazioni fiscali, allo scopo, come successe, di aumentare la vendita di alloggi.
Il 30 aprile 1980 un gruppo di sei terroristi arabi assaltò l'ambasciata iraniana a Londra, chiedendo in cambio della fine dell'assedio il rilascio di 91 arabi detenuti in Iran. L'ultimatum sarebbe scaduto alle ore 12 del giorno dopo: se le richieste non fossero state accolte, i terroristi avrebbero ucciso i 26 ostaggi e fatto saltare in aria l'edificio.
Thatcher prese subito il comando dell'operazione gestendola in prima persona, come farà anche l'anno successivo, con il secondo sciopero della fame dei prigionieri irlandesi, e due anni dopo nella guerra delle Falkland. La sua gestione dell'emergenza, complice la diretta televisiva che ha tenuto il mondo con il fiato sospeso per i cinque giorni dell'operazione (il sequestro terminerà il 5 maggio), e il decisivo ordine di attaccare i sequestratori facendo irruzione nell'ambasciata ove erano asserragliati – cinque di essi furono uccisi e uno catturato – conferirono maggior popolarità al Primo Ministro dopo un solo anno dall'insediamento a Downing Street № 10.
Il 10 ottobre 1980 durante il congresso del Partito Conservatore dichiarò che "la signora non si volta!" rispondendo a tutti gli antagonisti, dentro e fuori del suo partito, che volevano tornare a una gestione statalista del Regno Unito.
Sempre nel 1980 tentò di proibire, senza riuscirci, l'uso nelle istituzioni pubbliche del termine "sandinismo" e i suoi derivati, a seguito dell'assassinio da parte dei sandinisti del dittatore nicaraguense Anastasio Somoza Debayle. Nel 1981 un numero di terroristi appartenenti all'IRA iniziò lo sciopero della fame per riottenere lo status di prigionieri politici abolito dal precedente Governo, anche se come comuni carcerati godevano di quasi gli stessi diritti, come ad esempio vestirsi con i loro indumenti ma anche riunirsi con gli altri terroristi senza sorveglianza e avere più contatti con l'esterno. Margaret Thatcher non cedette alle loro richieste, anche a seguito dei reati di cui l'IRA e i suoi seguaci si erano macchiati in quegli anni, come l'assassinio di Louis Mountbatten, zio materno del marito della regina Elisabetta II, Filippo di Edimburgo, e lontano cugino della Regina stessa. Nonostante ciò la protesta dei terroristi proseguì portando alla morte di dieci di essi, primo dei quali Bobby Sands; solo 217 giorni dopo e grazie all'intercessione delle famiglie dei prigionieri lo sciopero della fame fu interrotto e, per i prigionieri paramilitari, parte dei diritti furono reintegrati. Quello fu anche l'anno di sanguinose rivolte della popolazione povera contro il governo, spinte da malcontento e anche da malumori legati a motivi etnici. La più violenta fu quella di Brixton.
Si scoprirà solo nel 2011, dopo la desecretazione di documenti riservati, che nel 1981 il KGB voleva inviare nel Regno Unito un commando terrorista per uccidere Margaret Thatcher, in quanto alleata degli Stati Uniti e Primo Ministro di una potenza nucleare ostile all'Unione Sovietica.
Dopo un primo aumento delle imposte dirette e dell'IVA, la lady Thatcher incominciò un processo di ridimensionamento della spesa pubblica che le permise di abbassare le tasse e i tassi di interesse, la lenta discesa dell'inflazione e aumento dell'export contribuirono a far lentamente ripartire l'economia inglese.
Nel 1982 la giunta militare dell'Argentina guidata dal generale Leopoldo Galtieri rivendicò le Isole Falkland, territorio britannico, da essi chiamate Malvinas, occupando illegalmente con l'esercito le isole Falkland, le isole del Sud Georgia e le isole Sandwich del Sud. Thatcher inviò tempestivamente una task force navale, pur tenendo aperto il più possibile un canale diplomatico, per ristabilire il controllo britannico sulle isole e liberare i cittadini britannici presenti nei territori occupati; l'operazione ebbe successo in circa tre mesi e favorì nel Regno Unito un'ondata di patriottismo.

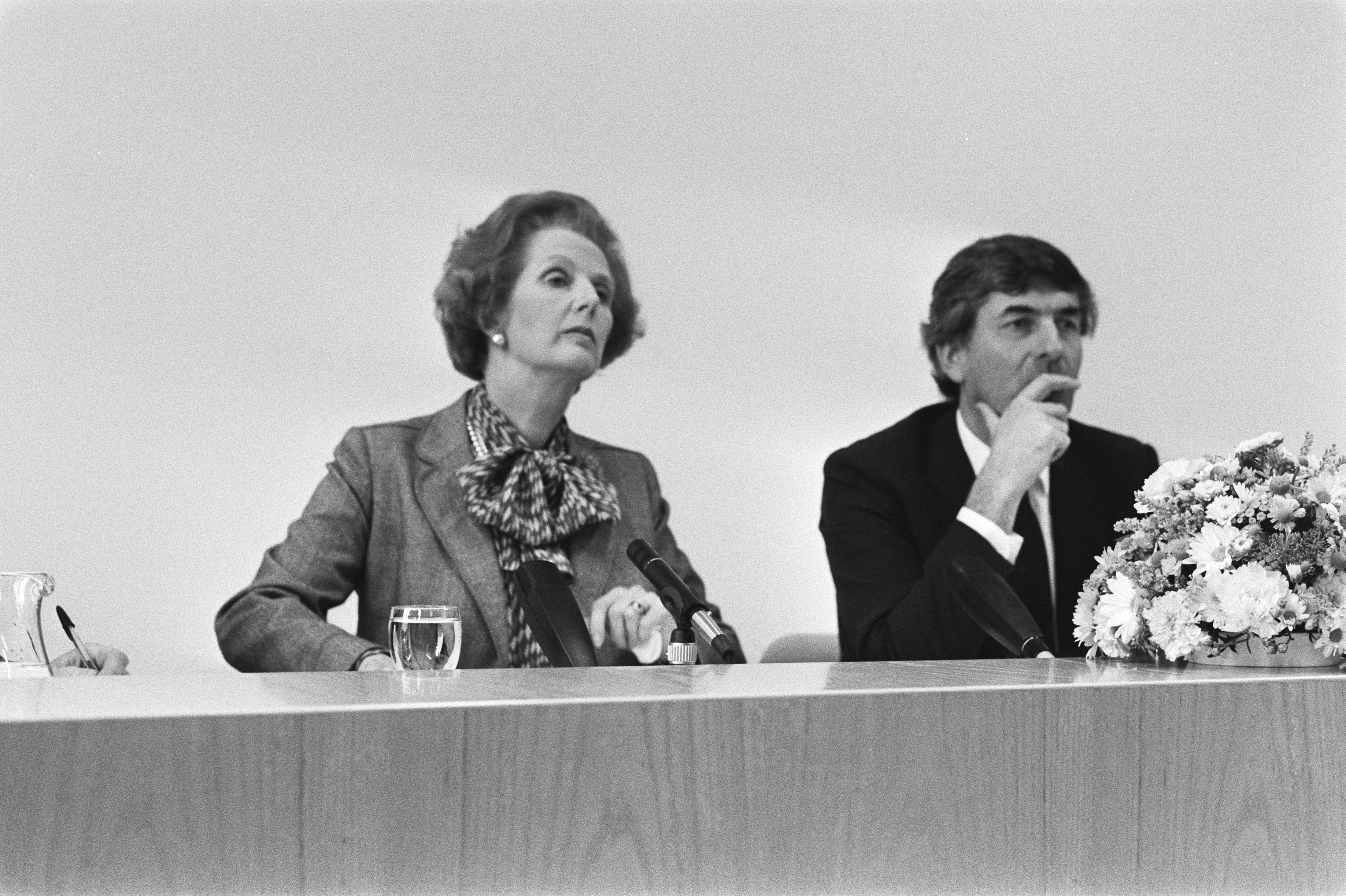
Margaret Thatcher e il Primo ministro dei Paesi Bassi Ruud Lubbers durante una conferenza stampa il 19 settembre 1983

Determinante per la vittoria della guerra fu il controverso affondamento dell'incrociatore argentino General Belgrano, avvenuto su ordine della Lady di ferro mentre questo si trovava fuori dal limite della zona di guerra secondo le ricostruzioni argentine che negarono di essere a conoscenza che il gabinetto di guerra della lady Thatcher avesse aumentato le dimensioni della MEZ (Maritime Exclusion Zone). Da parte sua la Gran Bretagna fece notare che questo cambiamento fu annunciato 9 giorni prima dell'affondamento dell'Incrociatore e che quindi la General Belgrano stava cercando di intercettare la task force britannica. Il Regno Unito riuscì a sconfiggere militarmente la dittatura di Buenos Aires anche grazie ad alcune informazioni segrete sugli spostamenti aerei argentini passate ai britannici da un altro regime autoritario sudamericano, quello cileno del generale Augusto Pinochet, nemico della nazione confinante, oltre che dal permesso accordato dallo stesso Pinochet di sostare in Cile per rifornirsi di carburante agli aerei da guerra britannici. Il rapporto diplomatico con il dittatore cileno di Thatcher, in chiave anticomunista e conservatrice, rimarrà un argomento controverso per molti anni: la Lady di ferro si opporrà ai tentativi di mettere Pinochet sotto processo per i crimini compiuti nel Cile dell'epoca della dittatura militare, ai danni anche di alcuni cittadini spagnoli, che configuravano quindi un mandato di cattura europeo.
Sulla guerra delle Falkland, Thatcher dichiarò: "Chi si trova in guerra, non si può far distrarre da complicazioni diplomatiche, deve superarle con ferrea volontà", riferendosi soprattutto alle polemiche sull'affondamento del Belgrano. Questo fu uno dei fattori che portarono alla vittoria del Partito Conservatore alle elezioni del 1983. I Tories riuscirono a riconfermarsi alla guida del Paese con un'amplissima maggioranza anche grazie alla scissione dal Partito Laburista del Partito Socialdemocratico (che si alleò col Partito Liberale) avvenuta nel 1981 che cercava di creare un polo moderato. L'alleanza si poneva come obiettivo di intercettare i voti delle aree più moderate laburiste, più vicine al socialismo-liberale, e dei conservatori moderati; questa tecnica risultò più efficace nel primo caso più che nel secondo. Il Partito Conservatore si ritrovava quindi con tre opposizioni separate ma la vittoria della guerra delle Falkland, l'inizio della ripresa economica e l'abbassamento dei tassi di interesse portò i Tories alla loro più grande vittoria, con 397 seggi alla Camera dei Comuni, 188 in più rispetto al Partito Laburista.

#### Il secondo mandato (1983-1987)

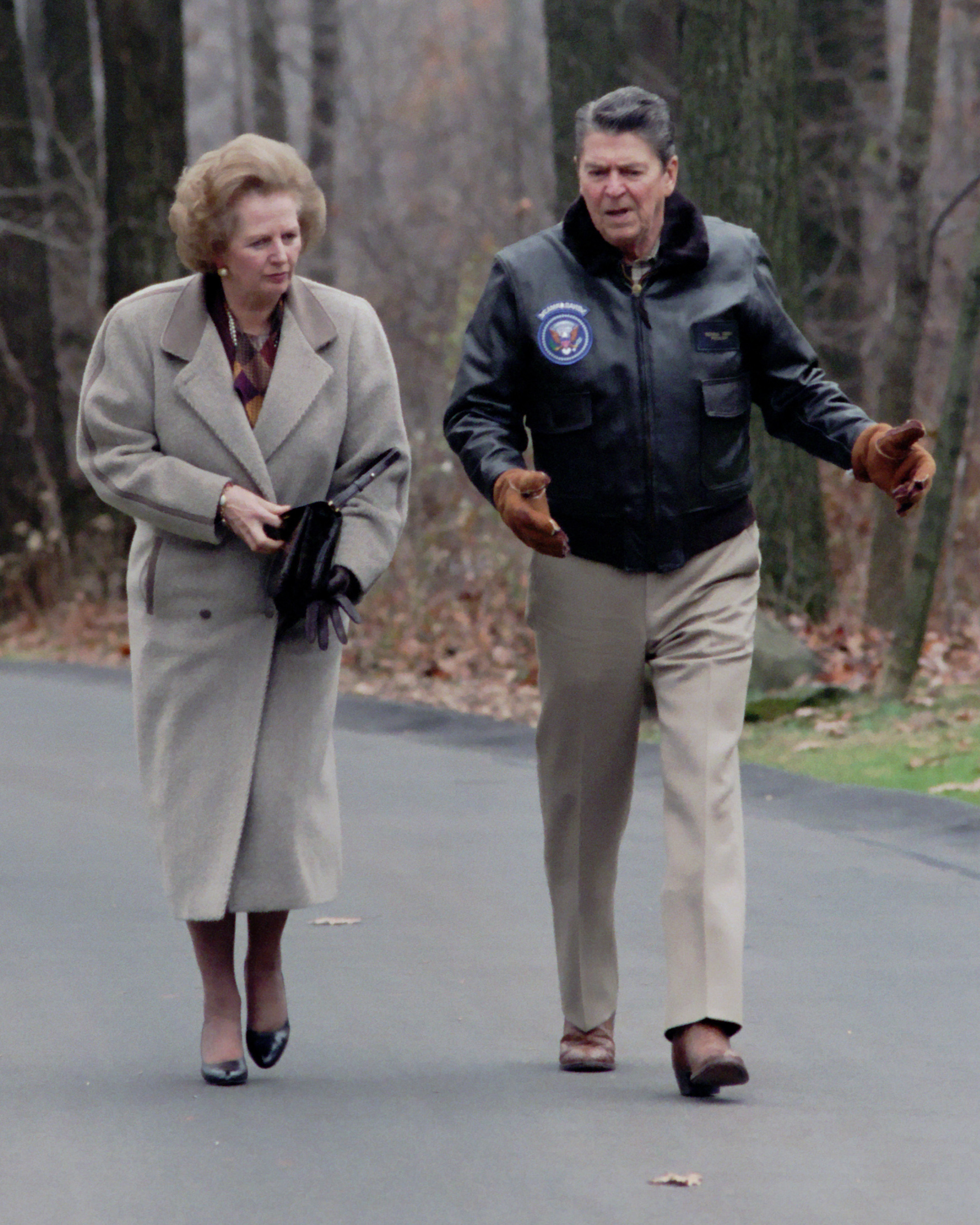
Reagan e Thatcher a Camp David, 1986

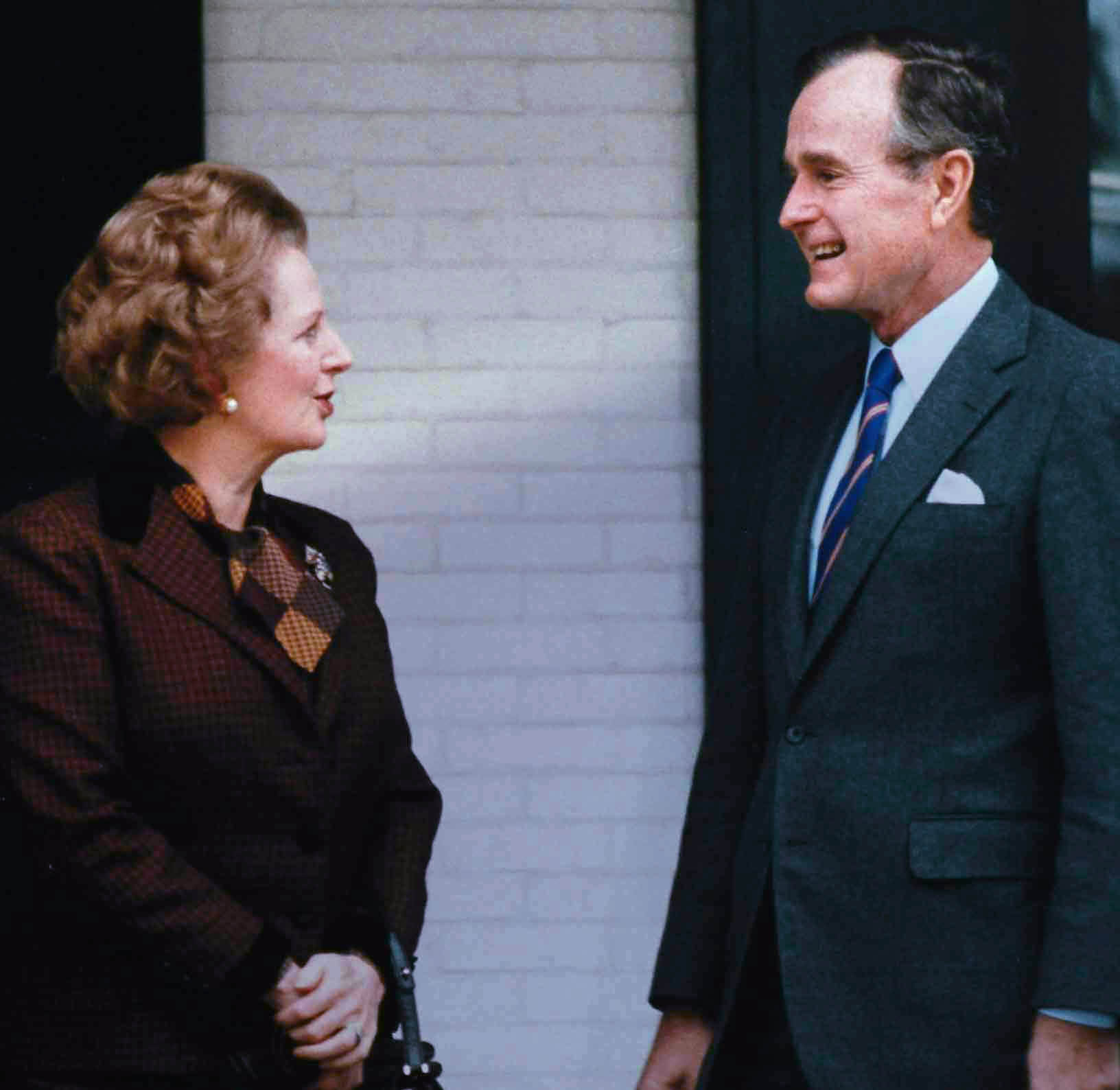
Margaret Thatcher e il Vice-presidente statunitense George H. W. Bush il 17 giugno 1987

Nel 1983, secondo il giornalista Mike Frost, Thatcher avrebbe usato ECHELON, il sistema di spionaggio elettronico attivo in vaste aree del pianeta e molto utilizzato durante la guerra fredda, per spiare due suoi ministri dei quali si fidava poco.
Dal 1984 Thatcher si impegnò per ridurre il potere dei sindacati, varando un insieme di leggi che dava più spazio ai lavoratori iscritti e meno ai sindacati. Come prima cosa indisse il voto segreto e una maggioranza del 55% per indire uno sciopero generale a livello nazionale, rese responsabili civilmente i capi sindacali dei danni eventualmente causati da agitazioni non conformi alle regole, permise il congelamento dei beni sindacali qualora un giudice li avesse ritenuti colpevoli di aver violato le normative e infine rese illegali i picchetti volanti.
Il confronto raggiunse il suo culmine quando il sindacato dei minatori, il NUM, dichiarò lo sciopero a oltranza per opporsi alla chiusura di parecchie miniere, nonostante il processo di chiusura fosse già iniziato con il governo laburista di Harold Wilson. Il presidente del NUM, Arthur Scargill, parlamentare laburista, sapendo di non godere della maggioranza del 55% dei delegati a livello nazionale organizzò, in un primo momento, tanti piccoli scioperi regionali grazie all'articolo 41 del regolamento sindacale, iniziando uno sciopero generale senza che questo venisse effettivamente dichiarato nazionalmente, almeno fino a quando non ottenne il 55% dei voti a livello nazionale.
In alcuni casi gli scioperanti fecero azioni di picchettaggio, che Thatcher non esitò a reprimere. I metodi della polizia infatti durante lo sciopero furono molto contestati. Tristemente famosa rimane la battaglia di Orgreave, una lotta violentissima in cui si fronteggiarono migliaia tra poliziotti e minatori. I dati ufficiali parlano di 93 manifestanti arrestati e 123 feriti totali (72 tra i poliziotti e 51 minatori), anche se questi dati sembrano sottostimati.
Le leggi di Thatcher incominciarono a fare effetto ed erano molti i lavoratori che, contrari allo sciopero, incominciarono a fare causa al NUM per violazione procedurali.
Inoltre nelle regioni più a Nord si registrarono anche veri e propri atti di intimidazione contro le famiglie dei lavoratori contrari allo sciopero ed erano all'ordine del giorno il picchettaggio volante, ormai illegale, che vedeva lavoratori di miniere di altre regioni impedire il lavoro ai minatori filo-governativi nelle regioni dove lo sciopero non era in atto. Queste e molte altre irregolarità portarono i giudici a congelare i fondi dei sindacati ma questo non fermò Arthur Scargill che ottenne finanziamenti illegali dalla Libia di Gheddafi e dall'URSS attraverso gli inesistenti sindacati afghani. Quando tutto questo trapelò, l'opinione pubblica sostenne la lady Thatcher e incominciò a vedere nel sindacato non più un ente per la salvaguardia dei lavoratori, ma piuttosto un mezzo per inseguire le volontà di Scargill dopo che il suo partito era costretto all'opposizione in parlamento.
Questo portò allo sgretolamento dello sciopero tant'è che dopo un anno, il 3 marzo 1985 una conferenza dei delegati votò la ripresa dei lavori contro il parere di Scargill, e nei giorni successivi anche nelle zone più irriducibili le miniere tornarono in attività senza esigere nessuna condizione. Margaret Thatcher aveva vinto la durissima lotta contro le Trade Unions che mai prima di allora nessun primo ministro era riuscito a vincere.
Contemporaneo allo sciopero dei minatori, ma più breve e meno violento, vi fu anche quello dei portuali britannici, che vide coinvolti circa 35 000 lavoratori. L'agitazione durò due mesi, e venne fatta per solidarizzare concretamente con i minatori. Tuttavia, molti camionisti, infuriati perché temevano di perdere il lavoro, dopo molte intimidazioni e anche qualche aggressione ai portuali, costrinsero questi ultimi a terminare lo sciopero. Nel giugno 1984, al congresso per il bilancio finanziario europeo a Fontainebleau, Thatcher pronunciò la famosa frase "I want my money back!" ("rivoglio indietro i miei soldi!"), infatti il finanziamento alla CEE del Regno Unito era secondo solo a quello tedesco, ma mentre la Repubblica Federale di Germania godeva dei finanziamenti all'agricoltura, che rappresentavano il 50% dei finanziamenti dell'Europa, il settore agrario inglese non ne beneficiava. Inoltre con questa regola, i Paesi più attivi nell'agricoltura beneficiavano di un importante contributo alla propria economia, a danno di quelli meno attivi, proprio come il Regno Unito, che di fatto sostenevano l'altrui settore primario. Il Primo Ministro pretese e ottenne una revisione di tale accordo, che finì per promuovere una forte riduzione del contributo del Regno Unito all'agricoltura europea e inoltre l'accordo siglato nel Consiglio europeo restituiva parte dei finanziamenti precedenti nelle casse del Regno Unito. Sempre lo stesso anno apre una gara d'appalto tra privati per la costruzione del tunnel della Manica e nel 1987 firma con il governo francese il trattato di inizio dei lavori, ottenendo così di far realizzare l'opera con capitali privati, mentre il governo francese, guidato dal presidente François Mitterrand, la voleva sostenuta da fondi pubblici.
Nell'ottobre 1984 uscì, quasi per miracolo, illesa da un attentato dei repubblicani irlandesi dell'IRA diretto contro di lei e contro tutto il suo gabinetto durante il congresso del partito conservatore al Grand Hotel di Brighton; l'attentato causò comunque la morte di cinque persone, compresi Eric Taylor, Lady Shattock, Lady Maclean e Roberta Wakeham. Il giorno dopo non rinunciò a tenere il discorso al congresso, rifiutandosi di compiacere i desideri dell'IRA intenzionata a bloccare il congresso.
In economia si impegnò a ridurre l'intervento statale, soprattutto tramite un gran numero di privatizzazioni, inoltre tagliò drasticamente le tasse dirette e indirette aumentando i prestiti ai privati per cercare di risanare un settore economico in crisi.
Tra le aziende privatizzate spiccano la compagnia aerea di bandiera, la British Airways, il colosso energetico British Gas, la principale azienda di telecomunicazioni, la British Telecommunication, e la British Steel, la più importante industria produttrice di acciaio. Nel 1986 varò il Big Bang Act, la legge del London Stock Exchange, la borsa di Londra. Questa fu una totale deregolamentazione dei mercati finanziari, con cui vennero abolite le spese di commissione fissa e la figura dell'intermediario nelle operazioni borsistiche, con la conseguenza di diminuire i controlli e rendere più facile l'attività degli speculatori. Con questo sistema di finanza, la borsa londinese aumentò la quantità di azioni e denaro trattati, ma di contro creò le basi per la futura speculazione finanziaria; nonostante ciò nessun governo laburista successivo ritenne necessario modificare questa norma. Nel 1986, a seguito di una delle tante privatizzazioni, si consuma in seno al governo la rottura tra Margaret Thatcher e Michael Heseltine, suo ministro alla Difesa, a causa dell'affare Westland. Dopo l'acquisizione di un'importante fetta del gruppo elicotteristico britannico Westland Aircraft da parte del gruppo italo-americano Fiat - Sikorsky, Heseltine si dimise da ministro, in quanto egli preferiva cedere la quota societaria della Westland a un consorzio di aziende europee.
In politica estera fu molto vicina a quello che, insieme a lei stessa, sarebbe poi stato considerato il più importante esponente del mondo politico conservatore di quell'epoca, cioè il presidente statunitense Ronald Reagan. Thatcher fu favorevole sia alla politica di deterrenza di Reagan, sia alla svolta determinata dall'era Gorbačëv. La forte volontà di Thatcher di mantenere legami più stretti con gli Stati Uniti, per quanto riguarda la politica difensiva, la pose in contrasto col suo Ministro della Difesa, che si dimise per protesta. Contrariamente ad alcuni Stati europei, come Francia, Spagna e Italia, la Gran Bretagna di Margaret Thatcher partecipò al bombardamento statunitense sulla Libia del 1986, fornendo all'alleato storico basi aeree a terra e portaerei. Nel 1984 concesse a Hong Kong lo status di Special Administrative Region. Nel 1986, con una mossa controversa, abolì il Greater London Council e altre sei istituzioni analoghe, roccaforti del Partito Laburista, con la motivazione di ridurre le spese, ma che come scopo principale avevano quello di aumentare le tasse comunali ostacolando il suo processo di snellimento dei tributi. Eletta nuovamente come capo del governo a seguito di una nuova vittoria del suo partito alle elezioni generali del 1987, è stata il primo e unico premier britannico del XX secolo a ottenere la nomina per tre mandati consecutivi.

#### Il terzo mandato e la caduta (1987-1990)

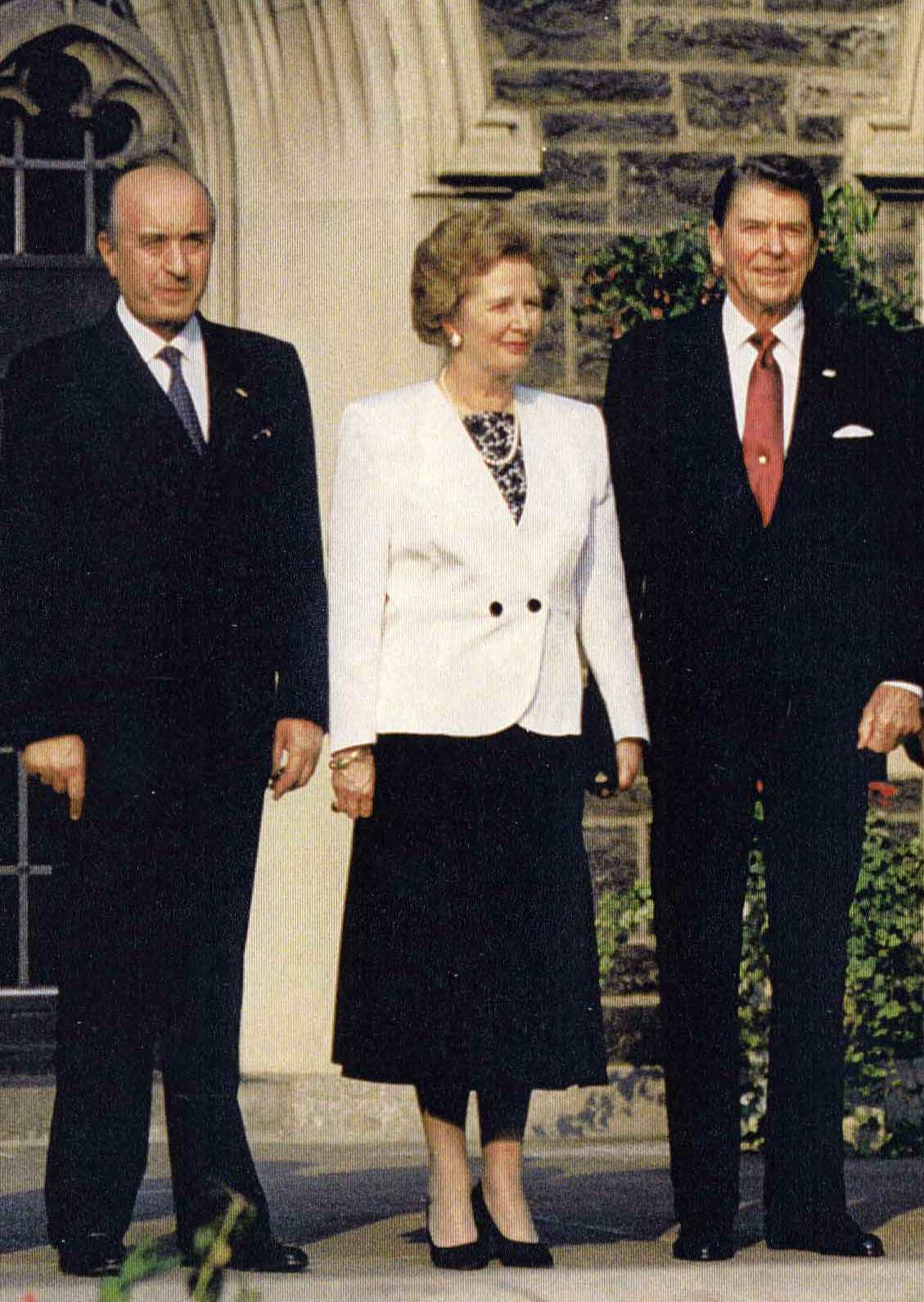
Margaret Thatcher tra Ciriaco De Mita e Ronald Reagan al 17º G7 tenutosi a Toronto nel 1988

In seguito si scontrò con la presunta "promozione" dell'omosessualità da parte degli enti locali, varando una contestata legislazione in tal senso, nonostante in precedenza la stessa Thatcher avesse votato per depenalizzare l'omosessualità. A questa legge è dedicata la canzone di Boy George, cantante del gruppo Culture Club, dal titolo No Clause 28 ("No all'articolo di Legge N. 28"). Nel videoclip promozionale del brano summenzionato, fa la comparsa una controfigura dela Signora Thatcher che recita: "And the aim of this Government (of mine) is to make everyone as miserable as possble! "Shut up ! Shut up ! Shut up, oh Lady ! Yeah, yeah, yeah, oh boy !" ("E lo scopo di questo Governo (mio) è di rendere tutti il più infelici possibile ! Chiudi il becco ! Chiudi il becco ! Chiudi il becco, santo cielo ! Sì, sì , sì, accidenti". Alla fine degli anni ottanta si preoccupò di questioni ambientali, riconoscendo la veridicità delle tesi riguardanti il riscaldamento globale, il buco nell'ozono e il rischio di piogge acide. Tra il 1989 e il 1990 il governo da lei presieduto varò la storica riforma sulla sicurezza negli stadi di calcio.
Fu questo documento, conosciuto come il rapporto Taylor, a ridefinire le norme sulla sicurezza in materia di stadi e tifoserie, obbligando di fatto le società calcistiche inglesi a ristrutturare i vecchi impianti ormai fatiscenti e ad intensificare i controlli della polizia sui tifosi, per reprimere sul nascere anche i comportamenti ritenuti sospetti o potenzialmente pericolosi, portando ai processi per direttissima degli hooligan arrestati. Questa politica portò all'azzeramento della violenza degli ultrà nel Regno Unito, che per molti anni aveva fatto discutere in tutto il mondo.
In politica estera accentuò la sua ostilità nei confronti dell'Europa, opponendosi fermamente al progetto di creare l'Unione europea e soprattutto alla possibilità di creare una moneta unica, in quanto riteneva che uno Stato libero dovesse avere la sua propria moneta. Queste sue idee furono malviste dagli altri leader europei e provocarono una prima spaccatura nel partito. In seguito il Ministro dell'Economia e quello degli Esteri minacciarono le dimissioni nel caso in cui il Primo ministro non avesse accettato un accordo europeo riguardante i cambi monetari; il primo rassegnò le dimissioni e gli succedette John Major.
Nel 1989, dopo dieci anni alla guida della Gran Bretagna, la sua popolarità iniziò a declinare: all'inizio a causa di una recessione economica, causata dalla decisione di agganciare la sterlina al marco tedesco che portò inflazione e conseguenti alti tassi d'interesse, decisione che la condusse a scontrarsi con il Cancelliere dello Scacchiere, Nigel Lawson, e a silurarlo nel giugno 1989. Poi, l'introduzione di una contestata riforma del sistema fiscale locale, la cosiddetta poll tax, che avrebbe dovuto rendere le amministrazioni locali maggiormente responsabili. La poll tax era un'imposta patrimoniale calcolata in base alla popolazione e non al reddito, uguale per ogni cittadino residente nel Regno Unito e profondamente avversata anche nelle classi basse, nonostante tutte le classi sociali godessero di una pressione fiscale inferiore da quando Thatcher aveva cominciato la sua politica liberista. Fu una misura molto impopolare, che diede avvio a uno sciopero fiscale, iniziato dalla Scozia, dove fu introdotta inizialmente, cui parteciparono più di 18 milioni di persone e a molte selvagge proteste, come a Londra nel marzo 1990, che ebbero notevole successo.
In principio la community charge (nome ufficiale della poll tax) sostituiva il sistema esattoriale della domestic rates (che prevedeva l'esenzione totale di 17 milioni di persone nella sola Inghilterra) ed era già presente nella piattaforma elettorale delle elezioni del 1987 ma entrò in vigore solo il 1º aprile 1990 in Inghilterra e Galles. Secondo il governo Thatcher la community charge aveva come scopo principale la diminuzione delle spese delle amministrazioni locali che spesso e volentieri spendevano più di quello che guadagnavano rendendo vano il processo di diminuzione della spesa pubblica del governo centrale, aggravando le tasse locali sulle imprese e facendo aumentare i prezzi dei beni. Nel nuovo sistema esattoriale invece a un aumento della spesa pubblica locale si assisteva a un aumentare anche della poll tax e tutti i cittadini pagavano l'incremento rendendosi realmente conto della qualità dell'amministrazione locale. Nel momento dell'entrata in vigore della community charge esistevano sostanziali differenze tra le amministrazioni più rigorose e quelle più scialacquatrici, questo però ricadde soprattutto su quei cittadini della classe media che erano al di sopra della soglia per lo sgravio fiscale ma lontani dall'essere benestanti. Infatti un altro punto ideologico della poll tax era che chiunque fosse ragionevolmente in grado di pagare avrebbe dovuto contribuire alle spese della società rendendosi conto di come avrebbe partecipato economicamente a quei servizi di cui usufruiva. Ovviamente alla base l'imposta era calcolata ugualmente ma se le famiglia più povere erano protette da varie facilitazioni e rimborsi, quelle del ceto medio venivano duramente colpite soprattutto in quelle città in cui la spesa pubblica era troppo alta, facendo perdere i principali elettori del partito conservatore e, anche per questo, furono molte le critiche dei parlamentari, dei ministri e degli amministratori tories.
Tali fatti la privarono dell'appoggio degli altri membri di alto livello del partito, sempre più insofferenti verso la sua leadership; la sua caduta fu anticipata dalle dimissioni cruciali del Vice-Primo ministro, Geoffrey Howe, in conflitto con l'euroscetticismo del Primo ministro. Antico e fedele alleato di Thatcher, Howe tenne subito dopo un discorso alla Camera dei Comuni contro il Primo Ministro, attaccandola apertamente e invitando i colleghi del partito conservatore a sostituirla come leader. Il 20 novembre 1990, mentre Thatcher era alla conferenza della Carta di Parigi, si svolsero le elezioni per la carica di leader del Partito Conservatore. Thatcher, che credeva di essere in netto vantaggio sull'avversario dell'ala più a sinistra dei tories Michael Heseltine, non raggiunse la maggioranza richiesta per soli 4 voti, rendendo necessario un secondo turno. La situazione precipitò nelle ore successive, quando, rientrata a Londra, Thatcher avviò delle consultazioni con i ministri del suo Governo, dopo aver frettolosamente annunciato a Parigi che non si sarebbe ritirata dalla contesa per la leadership. Nella notte, tuttavia, constatato l'isolamento politico nel suo stesso Governo, che considerò sempre un tradimento dei suoi colleghi, cambiò idea e decise di dimettersi da Primo ministro; sostenne poi la candidatura del Cancelliere dello Scacchiere John Major, che al Congresso del partito vinse facilmente e le succedette come Primo ministro.
Rimasero a posteriori celebri le immagini dell'ultima volta di Thatcher al numero 10 di Downing Street, il 28 novembre 1990, quando l'ormai ex premier, con le lacrime agli occhi, si avviò verso l'auto per lasciare quella che, per 11 anni e mezzo, era stata la sua residenza. In occasione delle elezioni generali del 1992 Margaret Thatcher non si ricandidò alla Camera dei Comuni, essendo stata nominata membro della Camera dei Lords col titolo di Baronessa di Kesteven. Dal suo seggio alla Camera Alta, e in conferenze e interviste all'estero, continuò a occuparsi di politica, soprattutto quella estera. Negli ultimi anni si è consumato il suo progressivo ritiro dalla vita pubblica, dovuto principalmente alle sue condizioni di salute. Nel 2003 morì il marito Denis. Thatcher è apparsa poco in pubblico negli anni 2000, a causa di alcuni infarti e ictus che l'hanno colpita, nonché della malattia di Alzheimer di cui era sofferente da tempo. Una delle ultime apparizioni risale al 2010, quando è stata invitata a Downing Street dall'allora premier David Cameron, che aveva da poco riportato i conservatori alla guida della nazione dopo i 13 anni dei governi laburisti guidati da Tony Blair e Gordon Brown. Fu la prima volta, dal giorno delle sue dimissioni, che Thatcher tornò in quella che per 11 anni era stata la sua casa.

#### Sfide alla leadership

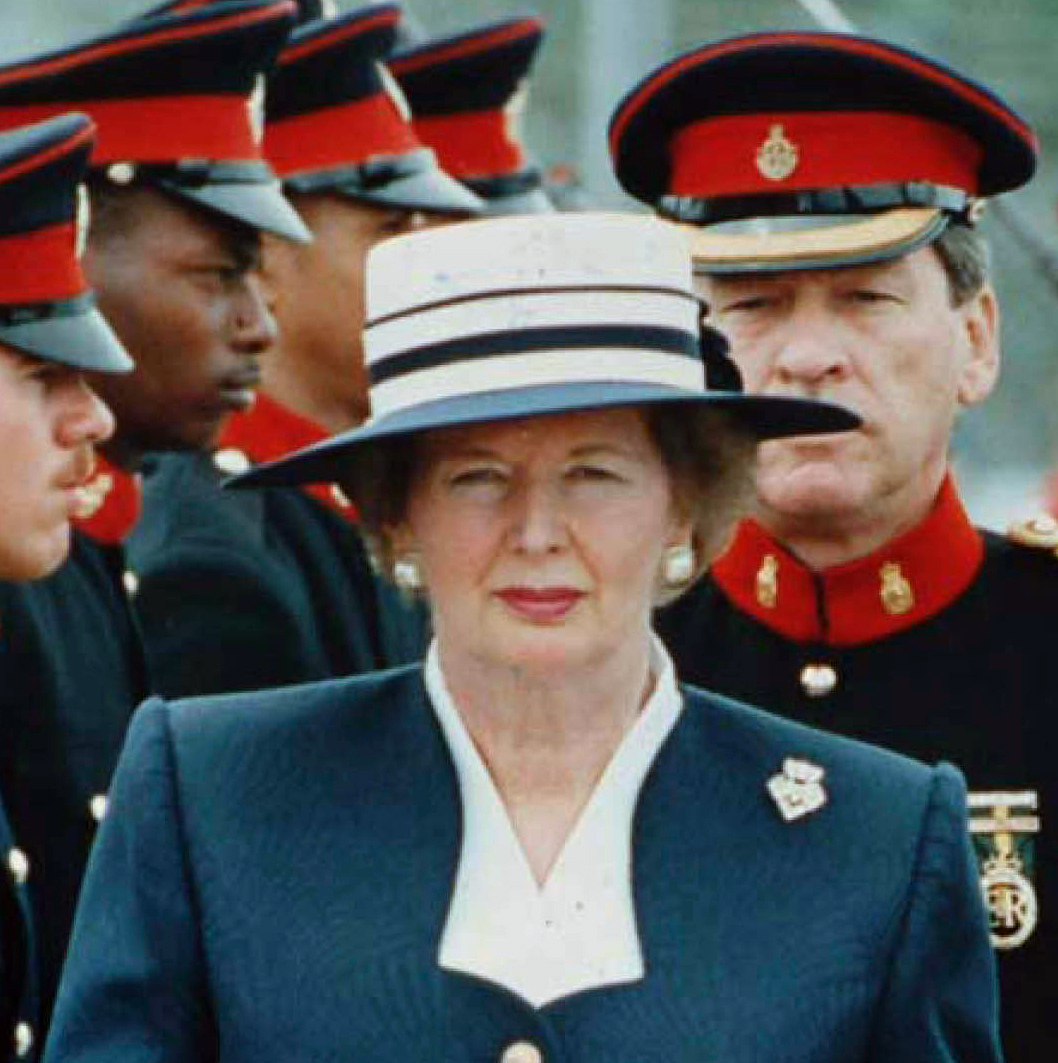
Margaret Thatcher nel 1990, mentre ispeziona le truppe delle Bermuda

Thatcher venne sfidata per la leadership del Partito Conservatore da parte del poco conosciuto parlamentare Sir Anthony Meyer nelle elezioni per la leadership del 1989. Dei 374 deputati conservatori ammessi a votare, 314 votarono per Thatcher e 33 per Meyer. I suoi sostenitori nel partito lessero il risultato come un successo, rifiutandosi di cogliere i segni di malcontento tra i Tories.
Durante la sua premiership ottenne il voto di approvazione medio più basso (40%) di qualsiasi primo ministro del dopoguerra. Nigel Lawson diede le dimissioni come cancelliere nel 1989. I sondaggi dimostravano costantemente che era meno popolare del suo partito. Un politico di convinzione autodidatta, Thatcher ha sempre insistito sul fatto che non si preoccupasse delle percentuali dei voti, rivendicando invece il proprio record di elezioni consecutive.
I sondaggi di opinione nel settembre 1990 mostrarono che i Labour avevano raggiunto un vantaggio del 14% sui Tories e da novembre i Tories avevano trascinato i Labour per 18 mesi. Questi voti, insieme alla personalità combattente di Thatcher e alla volontà di ignorare le opinioni dei colleghi, contribuirono al malcontento all'interno del suo partito.
Il 1º novembre 1990 Geoffrey Howe, ultimo membro rimasto del primo governo Thatcher, si dimise dalla sua carica di vice primo ministro per il suo rifiuto di accettare un calendario di adesione al meccanismo europeo dei tassi di cambio. Le sue dimissioni si rivelarono fatali per la premiership di Thatcher.

### Le dimissioni
Il 14 novembre 1990, Michael Heseltine lanciò una sfida per la leadership del Partito conservatore. Anche se Thatcher vinse il primo ballottaggio con 204 voti a 152 e 16 astensioni, Heseltine aveva ottenuto un sostegno sufficiente per forzare una seconda votazione. Secondo le regole del partito, Thatcher non solo aveva bisogno di ottenere la maggioranza, ma il suo margine su Heseltine doveva essere equivalente al 15% dei 372 deputati conservatori, per vincere tale elezione in maniera definitiva. Con il 54,8% per Thatcher contro il 40,9% per Heseltine, lei non raggiunse la maggioranza richiesta per soli quattro voti. Thatcher aveva inizialmente affermato di voler "combattere a oltranza per vincere", ma il suo Governo la persuase a ritirarsi. Dopo un incontro pubblico con la Regina, i leader mondiali, e un ultimo discorso ai Comuni, il 28 novembre 1990 lasciò Downing street commossa fra le lacrime e gli applausi di tutto lo staff del N°10.
Le sue dimissioni sorpresero gli osservatori internazionali, tra cui Henry Kissinger e Michail Gorbačëv.
Venne sostituita, come primo ministro e leader del Conservatori, dal suo cancelliere John Major, che, nel successivo ballottaggio per la leadership del partito dominò Heseltine. Major, il 9 aprile 1992, alle elezioni generali condusse i conservatori alla loro quarta vittoria consecutiva. Con quelle elezioni Thatcher lasciò il suo seggio alla Camera dei Comuni.

## Rapporti con le altre istituzioni

### Margaret Thatcher e la Famiglia Reale
Nel Regno Unito il governo è costituito in nome del monarca, che tuttavia ricopre solo un ruolo di rappresentanza, presenziando a cerimonie e incontrando settimanalmente il capo del governo per essere aggiornato sulla situazione politica, ma non fa parte del Parlamento e non ha incarichi effettivi. Il sovrano, tuttavia, è libero, quando lo ritiene opportuno, di esternare la sua contrarietà a certe decisioni, così come gli altri componenti della Monarchia. Tra Thatcher e la Famiglia Reale, nonostante l'apparenza pubblica, non correva buon sangue (la Regina le fece notare, una volta, che il plurale maiestatis era appannaggio soltanto della sovrana). Elisabetta II una volta si lasciò scappare un sarcastico "la detesto cordialmente", mentre la Regina Madre apostrofò Thatcher come "la figlia del droghiere", alludendo alle sue umili origini.
Nel 1984 la regina fece sentire la sua preoccupazione per lo sciopero dei minatori, agitazione che stava assumendo toni sempre più drammatici, e chiese alle parti in lotta una soluzione pacifica, ma la Lady di ferro continuò nella sua linea intransigente.
La Regina partecipò sia al settantesimo sia all'ottantesimo compleanno di Thatcher.
Nel 2013, alla morte di Thatcher, la Regina con il marito Filippo di Edimburgo partecipò al funerale dell'ex Primo Ministro, cosa che non faceva dai tempi della cerimonia funebre di Winston Churchill, avvenuta nel 1965, e concesse gli stessi onori funebri che furono concessi alla Regina Madre e alla principessa Diana.

### Rapporti con il Vaticano
Tra Margaret Thatcher e papa Giovanni Paolo II i rapporti non furono mai idilliaci, in parte perché il Regno Unito non è un Paese a forte tradizione cattolica, essendo la religione ufficiale quella anglicana, nata per scisma dal cattolicesimo, ma anche perché vi era uno scontro tra due personalità molto forti. Molti furono i motivi di disaccordo tra i due, ad esempio lo sciopero della fame dei prigionieri irlandesi nel 1981, quando il papa chiese ripetutamente al Primo Ministro di farlo terminare esaudendo alle loro richieste, senza essere ascoltato da Thatcher. Sempre nel 1981 Thatcher impedì a Giovanni Paolo II di tenere un discorso nel parlamento britannico, in quanto la chiesa del Regno Unito non risponde in alcun modo all'autorità del papa. Con il pontefice non mancarono tuttavia interessi comuni: entrambi furono fortemente antagonisti del comunismo.

### Margaret Thatcher e l'Europa
I rapporti tra la Lady di ferro e il Continente non furono facili: criticando l'esborso britannico verso la UE, ritenuto eccessivo, la sua esternazione "I want my money back!" ("Rivoglio indietro il mio denaro!") divenne proverbiale nel Regno Unito e le sue "crociate" antieuropeiste fecero la storia di quel periodo, lasciando, nel suo insieme, un'impronta di netta divisione tra il Regno Unito e l'Europa. Famosi rimangono i suoi tre "no" alle richieste di Jacques Delors, Presidente della Commissione europea, che chiedeva al Regno Unito un avvicinamento politico all'Unione europea e che sancirono in maniera definitiva l'isolamento del Regno Unito dalla comunità. Bisogna però aggiungere che la sua avversione per l'Unione europea era spinta da un forte spirito democratico. Infatti, non era disposta a privare di alcuni poteri la Camera dei Comuni contraria a una visione centralista e burocratica dell'Europa. Inoltre fu proprio Thatcher a volere la permanenza del Regno Unito nella CEE, infatti nel 1975 i Laburisti indissero un referendum per uscire della comunità europea che però ebbe il 67% dei voti per rimanere nella CEE.
Inevitabilmente i destini del Primo Ministro si incrociarono più volte con l'Unione Sovietica, nemica storica dell'Occidente. Destini tra luci e ombre: nel 1975, appena eletta alla guida del partito conservatore, dopo un suo duro attacco ai sovietici in cui auspicava l'uso della forza contro il comunismo, la "Stella Rossa", quotidiano del regime russo, la bollò spregiativamente Iron Lady, soprannome che poi è rimasto come il più famoso. Nel 1984 il presidente sovietico Mikhail Gorbaciov era pronto a finanziare con un milione di dollari la resistenza dei minatori durante lo sciopero contro il governo Thatcher, ma quando lei si accorse dell'esistenza di questo denaro destinato al NUM, il sindacato britannico di Arthur Scargill che rappresentava gli operai, andò su tutte le furie e arrivò a minacciare Gorbaciov affinché bloccasse quel bonifico, cosa che poi avvenne. Tuttavia, in seguito le polemiche tra i due si smorzarono, e anzi - dopo la visita di Gorbaciov a Londra dell'inizio del 1985, preparata da una conferenza indetta da Thatcher alla tenuta di Chequers - si aprì una fase distensiva tra le due nazioni, cosa che facilitò la fine delle ostilità diplomatiche tra Occidente e Blocco Sovietico.
Con la Francia vi fu uno scontro politico con François Mitterrand, Presidente all'epoca, in quanto la dottrina politica di quest'ultimo, il socialismo, si scontrò con il thatcherismo, non solo a livello ideologico, ma anche per quanto riguarda il più importante progetto condiviso dai due Stati, l'Eurotunnel. Mentre il presidente francese lo voleva finanziare con capitali pubblici, in nome dell'intervento pubblico, il primo ministro del Regno Unito invece ne accettò la costruzione solo se i soldi li avessero messi investitori privati, e alla fine prevalse, dopo non poche difficoltà, questa linea. Sempre con la Francia ci furono problemi durante la guerra delle Falkland, quando Thatcher dovette intervenire con durezza nei confronti di Mitterrand affinché non consegnasse al Perù un carico di missili, temendo che questi potessero essere usati dall'Argentina contro il Regno Unito.
Con la Germania di Helmut Kohl, all'epoca Cancelliere, ci furono forti contrasti sull'assetto politico dell'Europa, non solo di quel periodo ma anche in prospettiva futura. Thatcher temeva molto l'imminente riunificazione tedesca, pensando che questa avrebbe dato un eccessivo potere alla Germania, al punto di "cannibalizzare" l'intero continente. Si oppose pubblicamente in tutte le sedi diplomatiche a questo progetto, trovando in questa sua battaglia un alleato con cui, per altri motivi, ci furono divergenze, François Mitterrand, anche lui preoccupato per l'avanzata teutonica.
La vicina Irlanda fu un duro banco di prova per l'integrità politica e anche fisica di Margaret Thatcher. Da sempre teatro di un'aspra rivalità con i britannici, gli irlandesi si sentono oppressi dal peso politico dei vicini, e l'arrivo sulla scena politica della signora di ferro non contribuì certo a smorzarla. Lo sciopero della fame degli attivisti irlandesi del 1981, terminato con la morte di 10 di loro, l'attentato dinamitardo dell'IRA al Brighton Hotel del 1984, in cui lei, il bersaglio principale, uscì illesa, ma morirono 5 persone del partito conservatore, e la militarizzazione dell'Irlanda da lei imposta per reprimere i movimenti violenti, come appunto l'IRA, segnarono uno degli aspetti più drammatici del decennio Thatcher. Inoltre, nel 1988 promuove il Broadcasting Act, una legge censoria che impediva interviste agli esponenti del Sinn Fein, il partito repubblicano irlandese.
Anche con l'Italia non mancarono le polemiche, in particolare quando i socialisti di Bettino Craxi, mentre erano al governo dell'Italia, le voltarono le spalle nelle sanzioni europee all'Argentina dopo l'aggressione ai territori britannici. In quegli anni si consumò una grande rivalità, più mediatica che reale, con la sfida del PIL. In pratica, i due Stati tentavano di dichiarare una ricchezza nazionale superiore a quella del rivale, per dimostrare che il proprio sistema politico fosse il migliore, ma soprattutto Craxi fu il padrone di casa di un famoso vertice europeo a Milano, nel 1985, in cui riuscì a trovare l'accordo con gli altri capi di governo e a mettere in minoranza Thatcher sui temi trattati, riguardanti la politica comune europea, ridimensionandola a livello internazionale. Anche con l'altro grande protagonista della politica italiana del tempo, Giulio Andreotti, non mancarono le tensioni. In particolare, a causa di un altro vertice europeo, a Roma nel 1990, indetto da quest'ultimo, in cui si gettarono le basi per la moneta unica, tema molto sensibile per Margaret Thatcher: quest'ultima arrivò a definire quel vertice un agguato di Andreotti contro di lei. La tensione tra questi personaggi era anche dovuta al fatto che vedevano la politica in maniera completamente differente con idee spesso conflittuali. Esisteva invece un vero sentimento di amicizia e rispetto reciproco fra Thatcher e Francesco Cossiga, compagno di partito di Andreotti, che la Lady di ferro imparò a conoscere prima come Presidente del Consiglio e poi come Presidente della Repubblica.

## Immagine pubblica
Margaret Thatcher è generalmente considerata come una donna dalla forte personalità, una caratteristica emersa diverse volte durante vertici internazionali e scontri politici, sia con l'opposizione sia con il suo stesso partito. Questa sua feroce determinazione emerse chiaramente dopo la desecretazione di alcuni documenti che mostrano una Thatcher pronta a tutto pur di raggiungere gli obiettivi prefissati. Thatcher si caratterizzò durante i suoi mandati per un forte patriottismo, sul quale fece spesso leva per inorgoglire il popolo, una vera e propria idiosincrasia verso i sindacati, ma anche per accuse di razzismo, dovute soprattutto alla sua riluttanza a ospitare nel Regno Unito 10 000 vietnamiti rifugiati politici, convinta che questo avrebbe destabilizzato l'opinione pubblica britannica. Thatcher non contribuì ad aiutare il movimento femminista nel creare una nuova generazione di donne al potere, esprimendo, al contrario, un forte disappunto per tale movimento.
Durante i suoi 11 anni alla guida della nazione, con tre elezioni consecutive vinte, la sua popolarità conobbe alti e bassi, legati a doppio filo ai principali avvenimenti accaduti: dopo "l'effetto novità" del 1979 i sondaggi divennero presto negativi a causa della crescente disoccupazione. La gestione tenace delle prime due crisi internazionali le fecero riguadagnare consensi, ma fu soprattutto l'ondata patriottica scaturita dalla vittoria nella guerra delle Falkland contro l'Argentina nel 1982 a ridare smalto alla sua immagine, tanto che nel 1983 vinse con grande margine le elezioni. Lo sciopero dei minatori tra il 1984 e il 1985, anch'esso gestito in maniera inflessibile, e il discorso tenuto a Brighton nell'ottobre 1984 dopo l'attentato terroristico dell'IRA rafforzarono la sua immagine di donna forte alla guida del Paese. Tuttavia, dopo aver vinto nel 1987 le elezioni per il suo terzo e ultimo mandato, un consistente aumento dell'inflazione e della disoccupazione portarono a una costante diminuzione del gradimento nei suoi confronti, e forti furono le accuse di aver creato queste condizioni con politiche economiche liberiste. Non bastasse questo, la sua posizione antieuropeista in contrasto con il resto del partito, e soprattutto la Poll Tax del 1990 che scatenò un'enorme ondata di proteste contro di lei, le fecero perdere definitivamente l'appoggio della maggioranza del suo schieramento e dell'elettorato, tanto che a fine 1990 rassegnò le dimissioni, avendo intuito che la sua parabola politica era arrivata alla conclusione.

## Eredità politica
Le sue politiche, note come Thatcherismo, sono state, e tuttora rimangono, controverse. I suoi ammiratori le attribuiscono il merito di aver contribuito a ringiovanire l'economia del Regno Unito, di aver fatto crollare la disoccupazione, di aver diminuito l'inflazione, di aver reso il mercato più libero e competitivo e di aver reso Londra il centro finanziario del mondo e il Regno Unito una delle più grandi potenze economiche insieme a Stati Uniti e Giappone. I detrattori invece sostengono che le sue politiche sociali "aggressive" abbiano creato un forte classismo, portando a grandi diseguaglianze tra la classe ricca e quella povera, tanto da creare un'emarginazione dei meno abbienti dalla società britannica. Ma a queste critiche Thatcher rispose esattamente come fece in parlamento alla medesima provocazione: "Tutte le fasce di reddito sono cresciute rispetto al 1979 (anno d'inizio del governo Thatcher), quindi lei (rivolto all'onorevole collega) sta ammettendo di preferire che i poveri siano più poveri purché i ricchi siano men ricchi; queste sono le politiche illiberali".
Comunque sia, i governi successivi, sia conservatori sia laburisti, hanno mantenuto gran parte delle sue riforme. Il 31 luglio 2011 è stata resa nota la chiusura, su richiesta della stessa Thatcher, del suo ufficio alla Camera dei Lord, organo parlamentare di cui faceva parte a vita, a seguito della nomina a Baronessa di Kesteven, dal 9 aprile 1992 a seguito del ritiro dalla Camera dei Comuni in tale data. Thatcher non prendeva più parte alle sedute dei Lords ormai da anni, a causa dei problemi di salute. Il ritorno dei conservatori al governo dopo 13 anni, con l'elezione a premier nel 2010 di David Cameron, non ha visto un taglio totalmente netto con il passato tory di thatcheriana memoria; lo stesso Cameron è considerato politicamente in linea con la Iron Lady, sebbene molto meno conservatore sotto molti aspetti.

## Gli ultimi anni

Lo stemma personale della Baronessa Thatcher

Lasciò la Camera dei comuni nel 1992, e il 26 giugno 1992 venne insignita dalla regina del titolo nobiliare di Baronessa di Kesteven nella contea del Lincolnshire. Grazie a questa paria a vita era membro della Camera dei lord.
Thatcher aprì una fondazione, il primo ex-premier a farlo. La fondazione chiuse nel 2005 a causa delle difficoltà finanziarie. Scrisse due libri Gli anni di Downing Street nel 1993 e The Path to power nel 1995. Venne assunta come consulente geopolitico dalla Philip Morris per 250 000 dollari annui, più un contributo della stessa somma alla sua fondazione. Si dichiarò contraria al trattato di Maastricht, affermando che non l'avrebbe mai firmato. Elogiò Tony Blair, criticando il partito laburista ma difendendo il suo leader. Nel 2002 annunciò che i suoi medici le avevano consigliato di non tenere più nessun discorso in pubblico. 

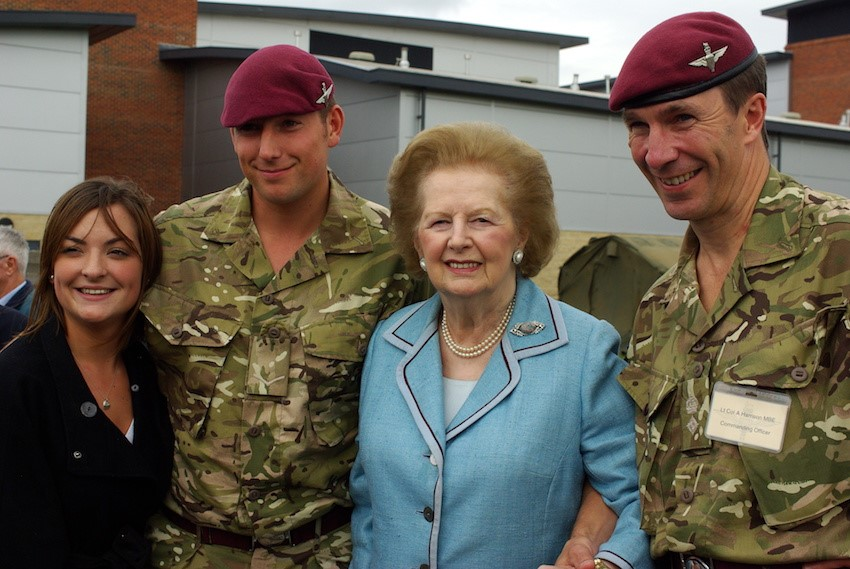
Margaret Thatcher nel 2010, con due parà britannici

Il marito Denis Thatcher morì il 26 giugno 2003 e fu cremato il 3 luglio 2003. L'11 giugno 2004 partecipò al funerale dell'ex-presidente statunitense Ronald Reagan; per l'occasione consegnò il suo elogio funebre registrato su nastro diverso tempo prima. Il 7 marzo 2008 durante una cena ebbe un crollo e venne ricoverata al St. Thomas Hospital. La figlia raccontò alla stampa di come la malattia di Alzheimer avesse colpito la madre, dicendo ad esempio di come avesse confuso il conflitto delle Falkland con la guerra in Jugoslavia, e delle tante volte in cui dovette ricordarle che il marito Denis era morto da tempo poiché molto spesso conversava e dialogava con lui come se fosse presente.
Negli ultimi anni venne invitata a diverse cerimonie ufficiali, come il matrimonio del principe William e Kate, tuttavia non partecipò per motivi di salute. Nel 2011 ebbe un colloquio con l'attrice Meryl Streep, peraltro la sua attrice preferita, che vinse il suo terzo Premio Oscar per l'interpretazione di Thatcher in The Iron Lady. Il 21 dicembre 2012 subì un intervento chirurgico alla vescica.

### Morte e funerale

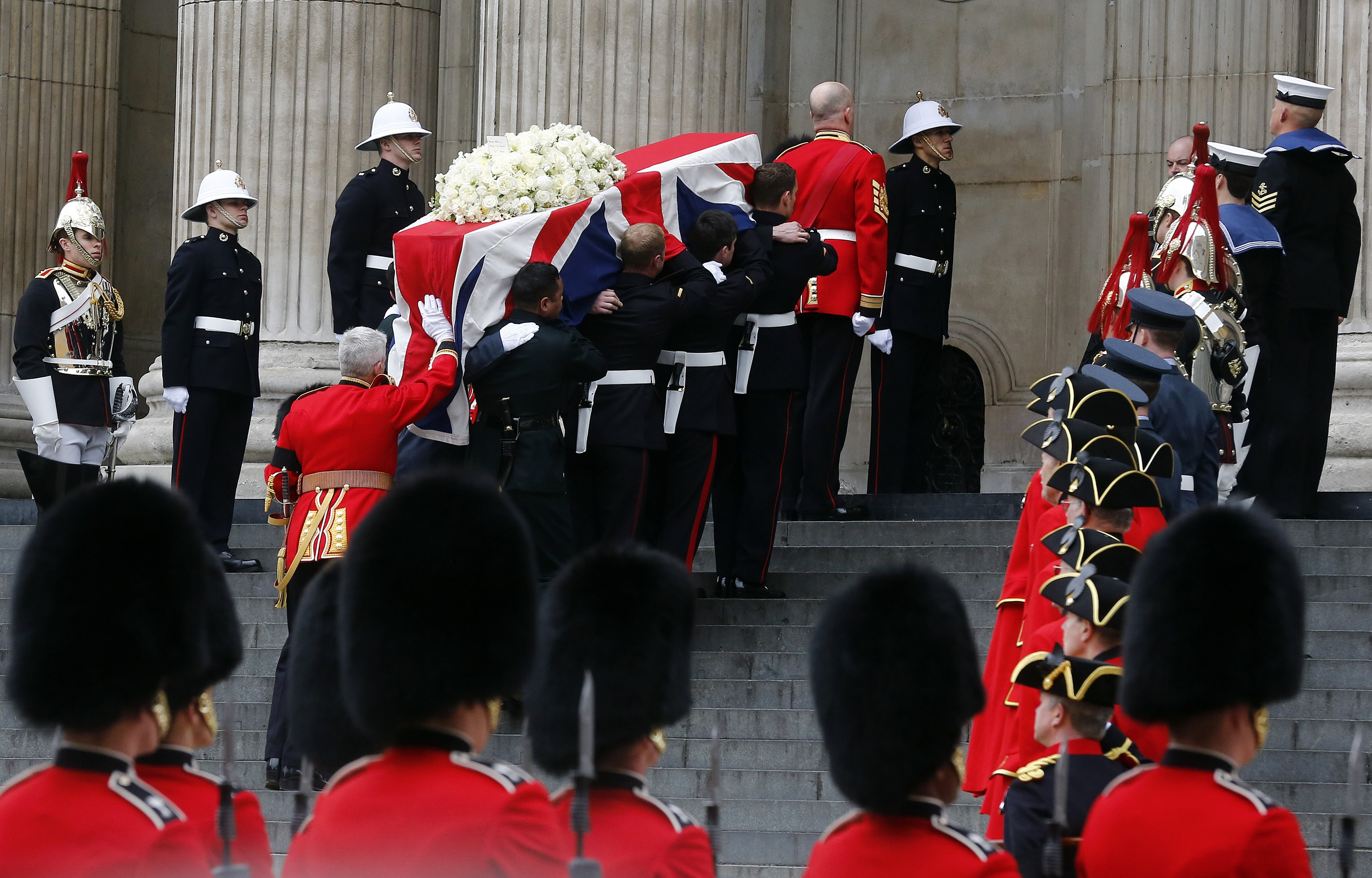
La bara di Margaret Thatcher viene portata sui gradini della Cattedrale di San Paolo

Margaret Thatcher è morta nella sua suite presso l'Hotel Ritz nel centro di Londra la mattina dell'8 aprile 2013, all'età di 87 anni, colpita da un ictus. Dopo le esequie, celebrate il 17 aprile 2013, le sue spoglie sono state cremate e le ceneri sepolte nel giardino del Royal Hospital Chelsea's Margaret Thatcher Infirmary a fianco a quelle del marito, dopo una cerimonia privata celebrata il successivo 8 settembre 2013.
I dettagli del funerale di Thatcher vennero concordati con lei in anticipo. Ha ricevuto un funerale cerimoniale, con i completi onori militari, e un servizio funebre nella chiesa alla Cattedrale di San Paolo il 17 aprile. La regina Elisabetta II e il duca di Edimburgo parteciparono al suo funerale; questa era la seconda volta che la regina aveva partecipato al funerale di uno dei suoi ex Primi ministri (la prima volta era stata per quello di Winston Churchill nel 1965).
Oltre al Primo ministro britannico David Cameron, i suoi predecessori Gordon Brown, Tony Blair e John Major, erano presenti circa 2 300 persone e personalità internazionali in rappresentanza di 170 Paesi. Undici Primi ministri, tra cui il canadese Stephen Harper e il suo predecessore Brian Mulroney, l'israeliano Benjamin Netanyahu, il lettone Valdis Dombrovskis, il polacco Donald Tusk e diciassette ministri degli Affari esteri. Gli Stati Uniti erano rappresentati dall'ex segretario di Stato Henry Kissinger, dall'ex vicepresidente Dick Cheney e dall'ex presidente della Camera dei rappresentanti Newt Gingrich.
Nel Regno Unito, Margaret Thatcher è ricordata dall'intero spettro politico. Il primo ministro David Cameron rende omaggio a colei che «ha salvato il suo paese» e saluta il suo «immenso coraggio». Esprimendo la sua tristezza per aver perso «una grande leader, un grande primo ministro, una grande britannica», crede che Margaret Thatcher sarà ricordata come «il miglior primo ministro del paese in tempo di pace». Ed Miliband, leader dell'opposizione, dice che «il Partito Laburista è stato spesso in disaccordo con le sue azioni, ma questo non ci impedisce di provare il più grande rispetto per le sue conquiste politiche e la forza di carattere». Il segretario degli esteri britannico William Hague ha affermato che la «lady di ferro» aveva cambiato la Gran Bretagna «per sempre» e che ogni cittadino del Regno «le deve molto». La Regina, nel frattempo, rende nota la sua tristezza per l'annuncio di questa notizia.

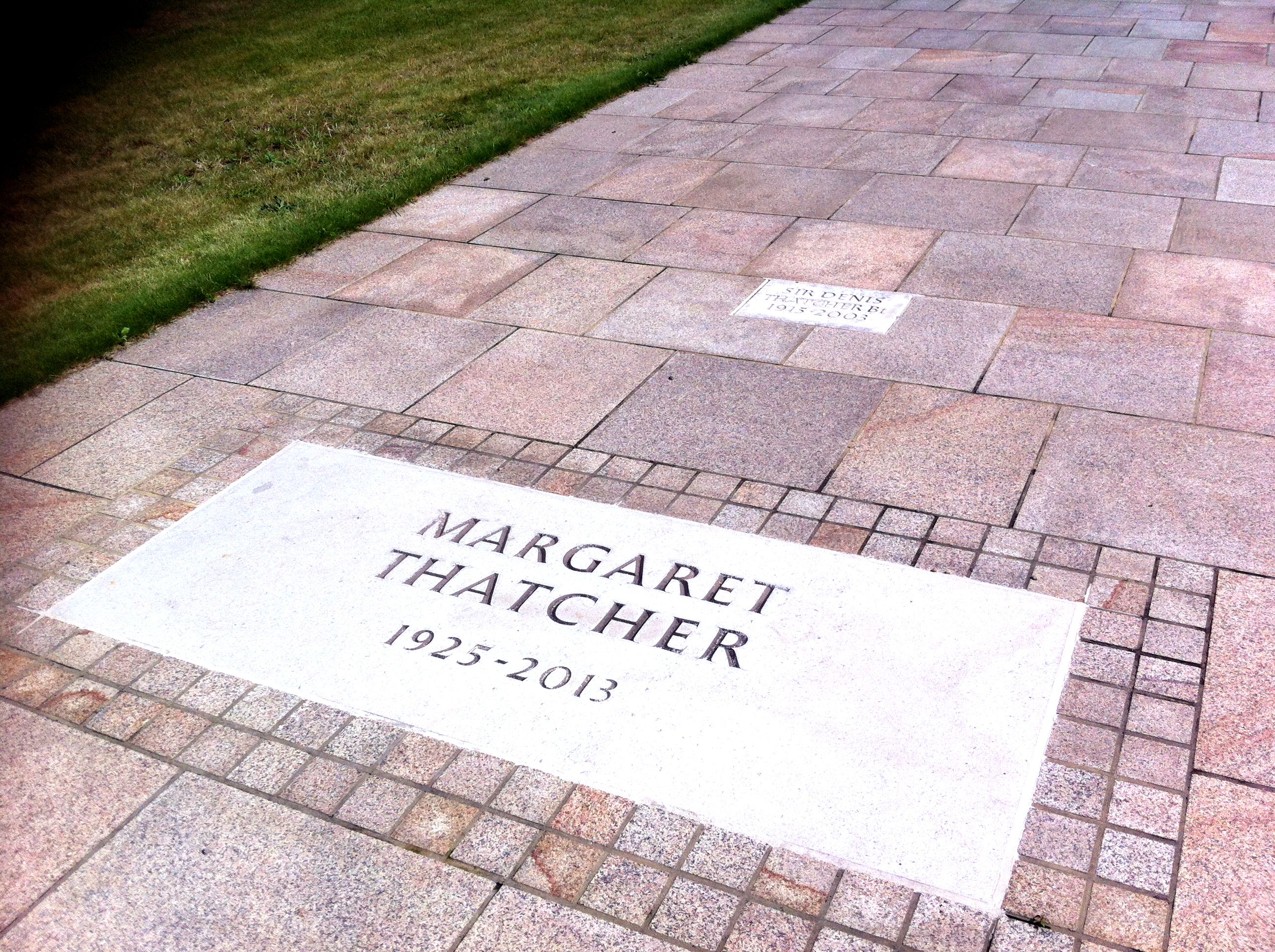
Tombe di Denis e Margaret Thatcher

Le reazioni sono più contrastate tra i suoi avversari. Il Laburista Ken Livingstone, ex sindaco di Londra noto per il suo passato socialista, ritiene che «ciascuno dei problemi economici che abbiamo oggi è un retaggio della sua politica per il fatto che lei in fondo aveva sbagliato». Il regista Ken Loach, un simpatizzante marxista che è stato a lungo antagonista della sua politica, propone di «privatizzare il suo funerale». Una petizione online con questa stessa proposta ottiene più di 30.000 firme, prima di essere chiusa. Mentre la stampa nazionale e internazionale ha elogiato la statura eccezionale di Margaret Thatcher, molti periodici puntano anche al suo personaggio controverso, e l'annuncio della sua morte continua a dividere l'opinione pubblica britannica. Il Daily Mirror afferma che «la sua morte è un lutto per metà del paese, ma per l'altra metà è motivo di festa, perché mai la figura politica ha causato così tante divisioni nella nostra storia». Le celebrazioni per ricordare la sua morte avvengono spontaneamente o sono organizzate nel Regno Unito e in Argentina: è la prima volta nella storia che questo tipo di dimostrazione si svolge per il primo ministro di una democrazia. The Economist parla di un'eredità che ancora divide gli inglesi, con la formula «l'amore o odio» e l'analisi «non solo perché era una figura polemica, ma soprattutto perché i dibattiti che ha provocato continuano a dividere ... il Thatcherismo è rilevante oggi come lo era negli anni '80».
L'annuncio della sua morte ha fatto eco anche nella stampa mondiale. Il presidente degli Stati Uniti Barack Obama la definisce «una dei grandi sostenitori della libertà»; indica anche che il suo mandato di primo ministro «è un esempio per le nostre ragazze: nessun soffitto di cristallo è impossibile da rompere». Il presidente russo Vladimir Putin ha reso omaggio a «una delle figure politiche più importanti del mondo moderno". L'ex leader sovietico Michail Gorbaciov, interlocutore diretto di Margaret Thatcher durante il suo incarico di Primo Ministro, rende omaggio a una «persona brillante» che rimarrà «nei nostri ricordi, come nella Storia". Il cancelliere tedesco Angela Merkel riconosce in Margaret Thatcher come "un leader straordinario del nostro tempo". Il presidente francese François Hollande ritiene che Margaret Thatcher «avrà un profondo impatto sulla storia del suo paese». «Nel corso della sua vita pubblica, con credenze conservatrici che lei ha pienamente assunto, era preoccupata per l'influenza del Regno Unito e la difesa dei suoi interessi», aggiunge in una dichiarazione. Valéry Giscard d'Estaing, che ha lavorato con lei, ricorda i loro «rapporti cortesi e amichevoli». Riconosce il successo della sua politica, credendo che i successi dei suoi successori siano «in gran parte dovuti alla sua azione» e ricorda la sua «volontà irremovibile» e il «carattere indomito».
Lech Wałęsa, il leader sindacale polacco di Solidarność, sottolinea l'impegno di Margaret Thatcher a liberare l'Europa orientale dal comunismo e, in quanto fervente cattolico, annuncia di «pregare per lei». Gianni Alemanno, sindaco di Roma, afferma che, nonostante i suoi disaccordi politici con Margaret Thatcher, «non può che inchinarsi a una donna che è stata una figura importante non solo nella storia europea, ma anche nel mondo». È stata salutata anche in Israele, dove è lodata la sua azione per la pace in Medio Oriente (Margaret Thatcher aveva collaborato ad un accordo di pace tra Israele e Giordania). La Cina rende omaggio definendola «una figura statale notevole», avendo «contribuito in modo significativo allo sviluppo delle relazioni sino-britanniche e in particolare alla soluzione pacifica negoziata per Hong Kong». In Australia il Primo Ministro Julia Gillard, prima donna a ricoprire tale ruolo, afferma: «Come donna, ammiro la sua impresa di essere la prima donna a guidare il Regno Unito» e, pur essendo un membro del Partito Laburista ed ammettendo quindi di non condividere la visione politica di Margaret Thatcher, afferma che «è una donna che ha cambiato la storia delle donne». Più in generale, l'intera classe politica australiana (l'Australia è un membro del Commonwealth) rende omaggio a Margaret Thatcher.

## Riferimenti nella cultura di massa

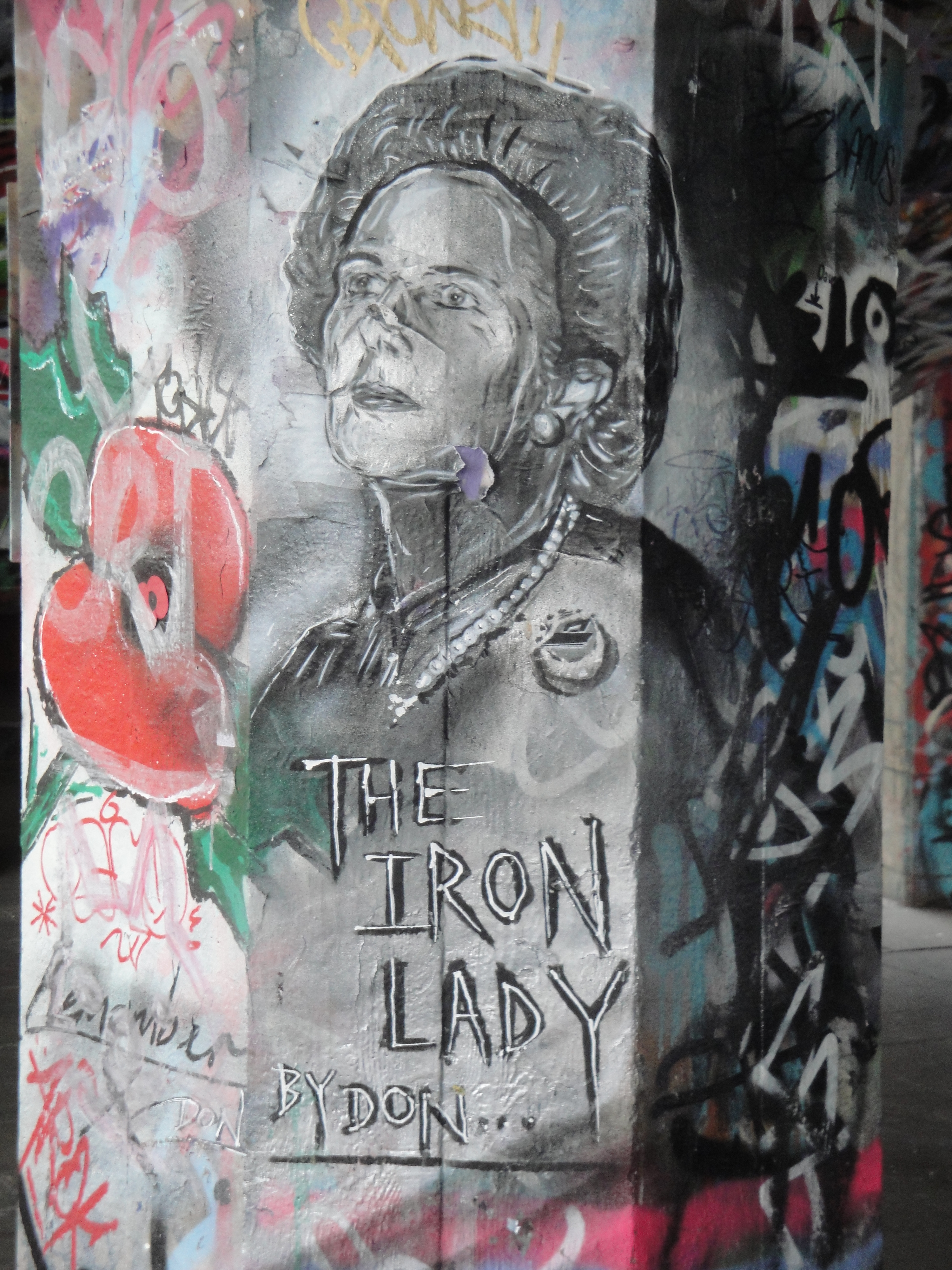
Graffiti art sotto il Southbank Centre, Lambeth, Londra

Nel 2009 la BBC ha trasmesso il film Margaret, dove viene raccontata la parte finale della sua carriera politica, in cui Thatcher è interpretata da Lindsay Duncan. Nel 2011 venne girato un film a lei ispirato intitolato The Iron Lady, diretto da Phyllida Lloyd, nel quale è stata impersonata da Meryl Streep, che, grazie a questa interpretazione, ha ricevuto il suo terzo premio Oscar. Haydn Gwynne ha interpretato Thatcher nel dramma di Peter Morgan, The Audience, andato in scena a Londra nel 2013. Nel 2020 è stata interpretata dall'attrice Gillian Anderson nella quarta stagione della serie TV di Netflix The Crown.
La figura politica e umana di Margaret Thatcher ha trovato una vastissima rappresentazione nel mondo culturale. Già in una scena del film italiano della coppia Bud Spencer e Terence Hill, Non c'è due senza quattro, del 1984, si fa riferimento a lei allo scopo di fare della sottile ironia sulla sua figura politica.
Nelle scene finali del film "Solo per i tuoi occhi", s'assiste ad un - improbabile -  botta e risposta tra una sosia della Signora Thtcher e l'attore Roger Moore nei panni di James Bond, l'Agente 007.
In ambito musicale, il gruppo heavy metal Iron Maiden ha fatto riferimento alla Iron Lady a causa del suo nomignolo, facendola apparire più volte sulle copertine dei loro dischi e in altre varie illustrazioni. Ne è un esempio la copertina del singolo Sanctuary del 1980, che fece scalpore perché rappresentava la mascotte del gruppo, Eddie the Head, nell'atto di uccidere a coltellate l'allora primo ministro britannico, e quella del singolo successivo, Women in Uniform, dello stesso anno, in cui si vedeva una rediviva Margaret Thatcher armata di mitragliatrice e in procinto di vendicarsi di Eddie. In alcune nazioni, come la Germania, sugli occhi della donna venne disegnata una banda nera allo scopo di celarne l'identità.
Nel 1980 i Clash pubblicano l'album Sandinista! Il gruppo dichiara che il nome venne deciso in seguito al tentativo di Thatcher di proibire la parola "sandinista". Nel 1983 esplose il caso Thatchergate. La banda anarco-punk Crass scrisse il singolo intitolato Gotcha, un duro atto d'accusa alle politiche belliche del Primo Ministro; il titolo riprendeva l'omonimo titolo del Sun, in merito all'affondamento del Belgrano, scatenando diverse polemiche. I Crass, fortemente anti-thatcheriani, pubblicarono un disco di estratti di discorsi pubblici del Primo Ministro Thatcher e del Presidente Reagan. La registrazione venne presentata come un'intercettazione telefonica tra i due, in cui la leader britannica sembra far intendere che il cacciatorpediniere HMS Sheffield (D80), impegnato nella guerra delle Falkland, sia stato sacrificato dalla stessa Thatcher al fine di provocare un aggravarsi della guerra, visto che (secondo la ricostruzione) Reagan esortava l'alleata a concludere pacificamente il conflitto. Sempre dei Crass, e ancora con riferimento alla guerra, è il singolo How does it feel to be the mother of a thousand dead? ("Come ci si sente ad essere la madre di mille morti?"). Altro brano musicale che prese di mira il cosiddetto "thatcherismo" fu Opportunities (Let's Make Lots of Money) del 1986 dei britannici Pet Shop Boys.
Nel 1983 i Pink Floyd pubblicano The Final Cut. L'album ripercorre strade già ampiamente sviluppate nei precedenti due lavori, aggiungendo alcuni temi più attuali, come la partecipazione della Gran Bretagna alla guerra delle Falkland e, in particolare nel primo brano, un esplicito biasimo verso la politica di Margaret Thatcher. Sul retro si può leggere una dedica: «The Final Cut – A requiem for the post-war dream by Roger Waters, performed by Pink Floyd: Roger Waters, David Gilmour, Nick Mason». Sempre in riferimento alle Falkland, e in particolare all'episodio chiave della guerra, nel 1986 il drammaturgo inglese Steven Berkoff produce la commedia satirica Sink the Belgrano!, basata sulla controversa decisione di Margaret Thatcher di affondare l'incrociatore argentino. Il singolo Miss Maggie del cantautore francese Renaud Séchan, uscito nel 1985, creò un incidente diplomatico tra Gran Bretagna e Francia a causa del testo della canzone, contenente pesanti invettive contro il Primo Ministro britannico. Il testo di Margaret On The Guillotine pubblicata nel 1988 dal cantante inglese Steven Patrick Morrissey, parlava della morte di Thatcher come un sogno meraviglioso, terminando la canzone con il suono improvviso di una ghigliottina. A causa di questo singolo, Morrissey subì una perquisizione in casa da parte della polizia alla ricerca proprio di una ghigliottina o altro materiale.
La figura di Margaret Thatcher ha dato il via a un vero e proprio genere cinematografico, il cosiddetto "cinema thatcheriano". Questa filmografia, in voga dagli anni ottanta alla fine degli anni novanta, racconta le condizioni di vita degli abitanti di vaste aree britanniche deindustrializzate dalle riforme economiche dei governi Thatcher, che da zone ricche di industrie e operai diventarono luoghi quasi abbandonati e con un alto tasso di disoccupazione, i cui abitanti, per sopravvivere, si dovettero adattare a fare qualsiasi cosa. La politica di Thatcher divenne il bersaglio preferito dei cineasti di sinistra, come Ken Loach, regista di Riff Raff e Piovono pietre.
Altri tre esempi di questo cinema anti-thatcheriano sono i celebri Grazie, signora Thatcher, The Full Monty e Billy Elliot, da cui nel 2005 viene anche ricavato un pluripremiato spettacolo teatrale, al quale partecipò come musicista Elton John. Anche My Beautiful Laundrette del 1985 racconta la vita sociale ed economica sotto Margaret Thatcher. Diversi eventi a lei collegati hanno ispirato film, canzoni e altre forme artistiche, come lo sciopero della fame degli irlandesi, la guerra delle Falkland o lo sciopero dei minatori.
Negli anni ottanta in Gran Bretagna andava di moda il programma televisivo Spitting Image, realizzato con delle marionette, le quali avevano le sembianze delle persone più importanti del periodo, non solo della politica. I più parodiati erano i componenti del governo Thatcher e, ovviamente, il personaggio principale del programma era il Primo Ministro, rappresentata come una donna prepotente che tiranneggiava i suoi ministri, ridotti da lei al ruolo di umili servitori. Nella clip del brano Land of Confusion del 1986 della band rock dei Genesis la versione "pupazzo" di Thatcher, resa celebre dal programma, fa una breve comparsa, assieme ad altri protagonisti della politica e dello spettacolo degli anni ottanta e non solo. Va da sé che, dopo le dimissioni della "lady di ferro", avvenute nel novembre 1990, l'interesse verso Spitting Image cominciò a diminuire sempre di più, visto che il panorama politico-sociale britannico era dominato dalla personalità thatcheriana.
François Mitterrand, Presidente francese negli anni ottanta e nei primi anni del decennio successivo, avrebbe detto: "Margaret Thatcher ha gli occhi di Caligola". Dichiarò anche di avere una vera ossessione per il Primo Ministro britannico, al punto di parlarne anche con il proprio psicanalista, in quanto Thatcher gli incuteva timore quando dovevano incontrarsi e discutere. Dopo la sua elezione a leader dei conservatori, diversi suoi parlamentari, soprattutto i più anziani, videro malvolentieri una donna a capo del partito, anche dopo che essa li avrebbe guidati alla vittoria nelle elezioni del 1979, quindi coniarono per lei il soprannome Tina per ironizzare appunto sul fatto che per lei non c'era alternativa, e si riferirono spesso a lei con l'acronimo TBW, ossia "that bloody woman". Va però detto che nel Regno Unito c'era anche una notevole ammirazione per la futura premier.
Nel 2010 la BBC dedica una trasmissione alle future esequie dell'ex Primo Ministro, chiedendo agli ascoltatori "Come va seppellita Margaret Thatcher?", e facendo divampare alcune polemiche. Dopo la morte dell'ex Primo Ministro, la canzone Ding Dong! The Witch is dead tratta da Il mago di Oz, film statunitense del 1939, è diventata nel Regno Unito la canzone simbolo dell'anti-thatcherismo.

## Archivio privato
Nel giugno 2015, gli eredi di Margaret Thatcher hanno consegnato i loro documenti e i documenti personali all'Arts Council, dipartimento del Ministero della Cultura e dei Media, in cambio di uno sconto di 1 milione di sterline sull'imposta ereditaria, calcolata in 4,7 milioni di sterline. Gli eredi hanno rifiutato l'offerta di acquisto degli stessi da parte di un'Università degli Stati Uniti. I documenti sono conservati, su richiesta di Thatcher, nell'archivio pubblico del Churchill College dell'Università di Cambridge e sono consultabili online nel sito della Margaret Thatcher Foundation.

## Opere
Edizioni italiane
- Gli anni di Downing street, Milano, Sperling & Kupfer, 1993, ISBN 88-200-1677-X.
- Come sono arrivata a Downing Street, Milano, Sperling & Kupfer, 1996, ISBN 88-200-2311-3.
- Stefano Magni (a cura di), I grandi discorsi di Margaret Thatcher, IBL Libri, ISBN 978-88-6440-162-1.

## Riconoscimenti
Alla statista britannica è stata intitolata la penisola di Thatcher, insenatura montuosa della Georgia del Sud, territorio d'oltremare britannico.

### Biografie
- Leo Abse, Margaret, Daughter of Beatrice, Jonathan Cape, 1989, ISBN 978-0-224-02726-7.
- Campbell, John. (2011) Margaret Thatcher: Volume One: The Grocer's Daughter.
- Campbell, John. (2011) Margaret Thatcher Volume Two: The Iron Lady.
- John Campbell, The Iron Lady: Margaret Thatcher, from Grocer's Daughter to Prime Minister, Penguin Group US, 2011, ISBN 978-1-101-55866-9. (single volume abridged edition)
- Iain Dale (a cura di), Memories of Maggie, Politicos, 2000, ISBN 978-1-902301-51-8.
- Charles Moore, Margaret Thatcher: From Grantham to the Falklands, 2013, ISBN 978-1-101-87383-0.
- Charles Moore, Margaret Thatcher: At Her Zenith: In London, Washington and Moscow, 2016, ISBN 978-0-307-95896-9.
- Peter Pugh e Carl Flint, Thatcher for Beginners, Icon Books, 1997, ISBN 978-1-874166-53-5.
- Torild Skard, Margaret Thatcher, in Women of Power: Half a Century of Female Presidents and Prime Ministers Worldwide, Policy Press, 2014, ISBN 978-1-4473-1578-0.
- Hugo Young, One of Us: Life of Margaret Thatcher, 2nd, Pan Books, 1993, ISBN 978-0-330-32841-8.

### Analisi politica
- David Butler, Andrew Adonis e Tony Travers, Failure in British government: the politics of the poll tax, Oxford University Press, 1994, ISBN 0-19-827876-4.
- Cowley, Philip; Bailey, Matthew. "Peasants' Uprising or Religious War? Re-examining the 1975 Conservative Leadership Contest," British Journal of Political Science (2000) 30#4 pp. 599–630 in JSTOR
- Peter Jenkins, Mrs. Thatcher's Revolution: Ending of the Socialist Era, Jonathan Cape, 1987, ISBN 978-0-674-58833-2.
- Bill Jones, Political Issues in Britain Today, Manchester University Press, 1999, ISBN 0-7190-5432-X.
- Shirley Robin Letwin, The Anatomy of Thatcherism, Flamingo, 1992, ISBN 978-0-00-686243-7.
- Towers, Brian. "Running the gauntlet: British trade unions under Thatcher, 1979–1988." Industrial & Labor Relations Review 42.2 (1989): 163–188.
- Hugo Young, The Thatcher Phenomenon, BBC, 1986, ISBN 978-0-563-20473-2.
- George R. Urban, Diplomacy and Disillusion at the Court of Margaret Thatcher, I.B. Tauris, 1996, ISBN 1-86064-084-2.

### Politica estera
- Byrd, Peter, ed. British foreign policy under Thatcher (Philip Allan, 1988).
- Gibran, Daniel K. The Falklands War: Britain Versus the Past in the South Atlantic (McFarland, 1997).
- Ionescu, Ghita. Leadership in an Interdependent World: The Statesmanship of Adenauer, De Gaulle, Thatcher, Reagan & Gorbachev (1991) 336pp
- Lahey, Daniel James. "The Thatcher government's response to the Soviet invasion of Afghanistan, 1979–1980." Cold War History 13#1 (2013): 21–42.
- Sharp, Paul, ed. Thatcher's Diplomacy: The Revival of British Foreign Policy (St. Martin's Press, 1997).
- Sharp, Paul. "Thatcher's Wholly British Foreign Policy." Orbis: A Journal of World Affairs 35#3 (1991): 395–411.
- Turner, Michael J. Britain's international role, 1970–1991 (Palgrave Macmillan, 2010).

### Storiografia
- Bevir, Mark, and Rod A.W. Rhodes. "Narratives of 'Thatcherism'." West European Politics 21.1 (1998): 97–119. online
- Garnett, Mark. Banality in Politics: Margaret Thatcher and the Biographers, Political Studies Review (2007) 5#2 pp 172–182.
- Harrison, Brian. "Margaret Thatcher's Impact on Historical Writing", in William Roger Louis, ed., Irrepressible Adventures with Britannia: Personalities, Politics, and Culture in Britain (London, 2013), 307–321.
- Jackson, Ben and Robert Saunders, eds. Making Thatchers Britain (2012) excerpt
- Kowol, Kit. "Renaissance on the Right? New Directions in the History of the Post-War Conservative Party." Twentieth Century British History 27#2 (2016): 290–304.
- Marquand, David. "The literature on Thatcher." Contemporary British History 1.3 (1987): 30–31. online
- Porter, Bernard. "'Though Not an Historian Myself ...' Margaret Thatcher and the Historians." Twentieth Century British History 5#2 (1994): 246–256.
- Turner, John. "The British Conservative Party in the Twentieth Century: from Beginning to End?." Contemporary European History 8#2 (1999): 275–287.

### Fonti primarie
Libri di Margaret Thatcher
- Thatcher, Margaret (1993). The Downing Street Years. HarperCollins. ISBN 0-00-255354-6.
- Thatcher, Margaret (1995). The Path to Power. HarperCollins. ISBN 978-0-00-638753-4.
- Margaret Thatcher e Robin Harris, The Collected Speeches of Margaret Thatcher, a cura di Robin Harris Harris, HarperCollins, 1997, ISBN 978-0-06-018734-7.
- Margaret Thatcher, Statecraft: Strategies for a Changing World, HarperCollins, 2002, ISBN 978-0-06-019973-9.
- Margaret Thatcher, On Europe, HarperCollins, 2002, ISBN 978-0-00-825736-1.

Autobiografie ministeriali
- Michael Heseltine, Life in the Jungle: My Autobiography, Coronet, 2001, ISBN 978-0-340-73916-7.
- Geoffrey Howe, Conflict of Loyalty (1995), his Memoirs, with 500pp on the Thatcher years, ISBN 0-330-34375-0.
- Douglas Hurd, Memoirs, Abacus, 2004, ISBN 0-349-11828-0.
- John Major, The Autobiography, HarperCollins, 1999, ISBN 978-0-00-653074-9.
- Cecil Parkinson, Right at the Centre, Weidenfeld & Nicolson, 1992, ISBN 978-0-297-81262-3.
- Nicholas Ridley, 'My Style of Government': The Thatcher Years, Hutchinson, 1991, ISBN 978-0-09-175051-0.
- Norman Tebbit, Upwardly Mobile, Weidenfeld & Nicolson, 1988, ISBN 978-0-297-79427-1.